# Morti nel 1989
| Questa pagina contiene informazioni ricavate automaticamente dalle voci biografiche con l'ausilio del template Bio e di un bot. L'aggiornamento è periodico e automatico e ricostruisce completamente la pagina. Se manca una persona in questa lista, sei pregato di non aggiungerla, ma accertati piuttosto che la sua voce biografica contenga il template Bio e che i dati anagrafici siano correttamente compilati. Se il template Bio manca, inseriscilo tu stesso o, in alternativa, metti l'avviso {{tmp\|Bio}} che ne segnala la mancanza. Se i dati riportati sono sbagliati, correggi direttamente la voce biografica; le modifiche saranno visibili in questa lista entro pochi giorni. Per chiarimenti vedi il progetto biografie. La lista contiene solo le 1.331 persone che sono citate nell'enciclopedia e per le quali è stato implementato correttamente il template Bio. Pagina aggiornata al 18 ago 2025. |

## Gennaio(111)
- 1º gennaio - Adol'f Solomonovič Bergunker, regista cinematografico sovietico (n. 1906)
- 1º gennaio - Erwin Hein, alpinista, geodeta e cartografo austriaco (n. 1905)
- 1º gennaio - Bruna Moretti, disegnatrice, illustratrice e pittrice italiana (n. 1904)
- 2 gennaio - Pier Niccolò Berardi, architetto italiano (n. 1904)
- 2 gennaio - Agostino Lauro, armatore italiano (n. 1917)
- 2 gennaio - Francesco Pocchiari, chimico e farmacologo italiano (n. 1924)
- 2 gennaio - Dante Troisi, scrittore e magistrato italiano (n. 1920)
- 3 gennaio - Robert Banks, chimico statunitense (n. 1921)
- 3 gennaio - Sergej L'vovič Sobolev, matematico sovietico (n. 1908)
- 3 gennaio - Domenico Tiberia, pugile italiano (n. 1938)
- 3 gennaio - Jean Willes, attrice statunitense (n. 1923)
- 4 gennaio - Pino Calvi, pianista, direttore d'orchestra e compositore italiano (n. 1930)
- 4 gennaio - Enzo Modica, politico e giornalista italiano (n. 1923)
- 4 gennaio - Don Ruter Nanayakkara, attore singalese (n. 1915)
- 5 gennaio - Vincenzo Cicerone, politico italiano (n. 1919)
- 5 gennaio - Carlo Porro, politico italiano (n. 1908)
- 6 gennaio - Jim Hurtubise, pilota automobilistico statunitense (n. 1932)
- 6 gennaio - Edmund Leach, antropologo britannico (n. 1910)
- 6 gennaio - Giuseppe Tontodonati, poeta italiano (n. 1917)
- 6 gennaio - Hans von Campenhausen, teologo tedesco (n. 1903)
- 7 gennaio - John Frank Adams, matematico inglese (n. 1930)
- 7 gennaio - William McDonald, vescovo cattolico irlandese (n. 1904)
- 7 gennaio - Ugo Pignotti, schermidore italiano (n. 1898)
- 7 gennaio - Timothy Plowman, botanico statunitense (n. 1944)
- 7 gennaio - Hirohito, imperatore giapponese (n. 1901)
- 8 gennaio - Johnny Jordaan, cantante olandese (n. 1924)
- 8 gennaio - Kenneth McMillan, attore statunitense (n. 1932)
- 8 gennaio - Frank Sullivan, hockeista su ghiaccio canadese (n. 1898)
- 9 gennaio - Cristina Amadei, cantante italiana (n. 1942)
- 9 gennaio - Marshall Stone, matematico statunitense (n. 1903)
- 9 gennaio - Bill Terry, giocatore di baseball e allenatore di baseball statunitense (n. 1898)
- 10 gennaio - Chris Avram, attore rumeno (n. 1931)
- 10 gennaio - Karl Geiringer, musicologo, biografo e docente austriaco (n. 1899)
- 10 gennaio - Valentin Petrovič Gluško, ingegnere aeronautico e politico sovietico (n. 1908)
- 10 gennaio - Peder Puck, calciatore norvegese (n. 1892)
- 10 gennaio - Jole Veneziani, stilista italiana (n. 1901)
- 11 gennaio - José Luis Bustamante y Rivero, politico peruviano (n. 1894)
- 11 gennaio - Peter Nichols, giornalista e scrittore britannico (n. 1928)
- 11 gennaio - Carlo Scarpato, calciatore e allenatore di calcio italiano (n. 1918)
- 11 gennaio - Jackie Wright, attore britannico (n. 1904)
- 12 gennaio - Adil Candemir, lottatore turco (n. 1917)
- 12 gennaio - Franco Fanigliulo, cantautore italiano (n. 1944)
- 13 gennaio - Sterling Brown, scrittore, poeta e critico letterario statunitense (n. 1901)
- 13 gennaio - Chuck Hornbostel, mezzofondista statunitense (n. 1911)
- 13 gennaio - José María Peña, allenatore di calcio e calciatore spagnolo (n. 1895)
- 13 gennaio - Carlo Ravizzoli, calciatore italiano (n. 1914)
- 13 gennaio - Joe Spinell, attore statunitense (n. 1936)
- 14 gennaio - Alfredo Mazzone, drammaturgo e regista italiano (n. 1922)
- 15 gennaio - Madeline e Marion Fairbanks, attrice statunitense (n. 1900)
- 15 gennaio - Helen Logan, sceneggiatrice statunitense (n. 1906)
- 16 gennaio - Mario Marino Guadalupi, politico italiano (n. 1918)
- 16 gennaio - Felice Salivetto, politico italiano (n. 1916)
- 16 gennaio - Morbello Vergari, poeta e scrittore italiano (n. 1920)
- 17 gennaio - Olga Averino, soprano e docente russo (n. 1895)
- 17 gennaio - Georges Schehadé, scrittore, poeta e drammaturgo libanese (n. 1905)
- 17 gennaio - Alfredo Zitarrosa, cantante, compositore e poeta uruguaiano (n. 1936)
- 18 gennaio - Nils Axelsson, calciatore svedese (n. 1906)
- 18 gennaio - Bruce Chatwin, scrittore e viaggiatore britannico (n. 1940)
- 18 gennaio - Jia Zhijun, cestista cinese
- 18 gennaio - Arrigo Pacchi, storico della filosofia italiano (n. 1933)
- 19 gennaio - Zbigniew Resich, politico, magistrato e cestista polacco (n. 1915)
- 19 gennaio - Norma Varden, attrice e pianista britannica (n. 1898)
- 19 gennaio - Octavio Vial, allenatore di calcio e calciatore messicano (n. 1918)
- 20 gennaio - Józef Cyrankiewicz, politico polacco (n. 1911)
- 20 gennaio - Beatrice Lillie, attrice canadese (n. 1894)
- 20 gennaio - Vincenzo Rossello, ciclista su strada italiano (n. 1923)
- 21 gennaio - Chris Greenham, effettista statunitense (n. 1923)
- 21 gennaio - Mahmoud Namdjou, sollevatore iraniano (n. 1918)
- 21 gennaio - Billy Tipton, compositore e musicista statunitense (n. 1914)
- 22 gennaio - Sergio Bonfantini, pittore italiano (n. 1910)
- 22 gennaio - Sydney Goldstein, matematico britannico (n. 1903)
- 22 gennaio - Joseph Phan Thế Hinh, vescovo cattolico vietnamita (n. 1928)
- 22 gennaio - Sándor Weöres, traduttore e scrittore ungherese (n. 1913)
- 23 gennaio - Salvador Dalí, pittore, scultore e scrittore spagnolo (n. 1904)
- 23 gennaio - Otello Formigli, allenatore di pallacanestro italiano (n. 1918)
- 23 gennaio - Emil Kijewski, ciclista su strada tedesco (n. 1911)
- 23 gennaio - Lars-Erik Torph, pilota di rally svedese (n. 1961)
- 23 gennaio - Gilbert L. Voss, ambientalista e oceanografo statunitense (n. 1918)
- 24 gennaio - Ted Bundy, serial killer statunitense (n. 1946)
- 24 gennaio - Mike Bytzura, cestista statunitense (n. 1922)
- 24 gennaio - Roberto Figueroa, calciatore uruguaiano (n. 1904)
- 24 gennaio - William Salomone, storico italiano (n. 1915)
- 24 gennaio - Siegfried Wischnewski, attore tedesco (n. 1922)
- 25 gennaio - Bertil Berg, pallanuotista svedese (n. 1910)
- 25 gennaio - Giacomo Cornolti, calciatore e organaro italiano (n. 1900)
- 25 gennaio - Filippo De Gara, attore italiano (n. 1928)
- 26 gennaio - William Forrest, attore statunitense (n. 1902)
- 26 gennaio - Diana Pizzavini, ginnasta italiana (n. 1911)
- 26 gennaio - George Schroth, pallanuotista statunitense (n. 1899)
- 26 gennaio - Sava Sekulić, pittore serbo (n. 1902)
- 27 gennaio - Mario Biagioni, politico italiano (n. 1931)
- 27 gennaio - Willibald Kreß, calciatore e allenatore di calcio tedesco (n. 1906)
- 27 gennaio - Thomas Sopwith, aviatore, progettista e imprenditore britannico (n. 1888)
- 28 gennaio - Halina Konopacka, discobola polacca (n. 1900)
- 28 gennaio - László Papp, lottatore ungherese (n. 1905)
- 28 gennaio - Olli Puhakka, militare e aviatore finlandese (n. 1916)
- 28 gennaio - Luigi Rovati, pugile italiano (n. 1904)
- 28 gennaio - Lobsang Trinley Lhündrub Chökyi Gyaltsen, monaco buddhista tibetano (n. 1938)
- 28 gennaio - Salvatore Vinci, militare italiano (n. 1952)
- 28 gennaio - Yoshimaro Yamashina, ornitologo giapponese (n. 1900)
- 29 gennaio - Federico Cantú Garza, pittore messicano (n. 1907)
- 29 gennaio - Morton DaCosta, regista, sceneggiatore e attore statunitense (n. 1914)
- 29 gennaio - Louis Fonteneau, dirigente sportivo francese (n. 1907)
- 29 gennaio - Otello Guidi, italiano (n. 1907)
- 29 gennaio - Elizabeth Knowlton, alpinista e scrittrice statunitense (n. 1895)
- 29 gennaio - Franz Riegler, calciatore austriaco (n. 1915)
- 30 gennaio - Alfonso di Borbone Dampierre, nobile spagnolo (n. 1936)
- 30 gennaio - Jack George, cestista e giocatore di baseball statunitense (n. 1928)
- 30 gennaio - Dario Maraschin, imprenditore e dirigente sportivo italiano (n. 1927)
- 31 gennaio - Yasushi Akutagawa, compositore e direttore d'orchestra giapponese (n. 1925)
- 31 gennaio - Ty Anderson, hockeista su ghiaccio statunitense (n. 1908)

## Febbraio(105)
- 1º febbraio - Lev Kokorin, pallanuotista sovietico (n. 1918)
- 1º febbraio - Elaine de Kooning, pittrice e scultrice statunitense (n. 1918)
- 1º febbraio - Erik Persson, calciatore svedese (n. 1909)
- 2 febbraio - Archimede Nardi, calciatore italiano (n. 1916)
- 2 febbraio - Ondrej Nepela, pattinatore artistico su ghiaccio cecoslovacco (n. 1951)
- 2 febbraio - Isa Petrozzani, pittrice italiana (n. 1913)
- 2 febbraio - Walter M. Scott, scenografo statunitense (n. 1906)
- 3 febbraio - John Cassavetes, attore e regista statunitense (n. 1929)
- 3 febbraio - Lionel Newman, compositore statunitense (n. 1916)
- 4 febbraio - Thorkild Hansen, scrittore, esploratore e giornalista danese (n. 1927)
- 4 febbraio - Eitel Monaco, avvocato, dirigente pubblico e produttore cinematografico italiano (n. 1903)
- 4 febbraio - Grandizo Munis, politico e scrittore spagnolo (n. 1912)
- 5 febbraio - André Cheuva, calciatore francese (n. 1908)
- 5 febbraio - Pál Jávor, allenatore di calcio e calciatore ungherese (n. 1907)
- 5 febbraio - Ferenc Plemich, calciatore e allenatore di calcio ungherese (n. 1899)
- 5 febbraio - Joe Raposo, compositore e pianista statunitense (n. 1937)
- 5 febbraio - Adriano Soldini, scrittore e saggista svizzero (n. 1921)
- 5 febbraio - Oscar Supino, ingegnere, inventore e saggista italiano (n. 1898)
- 6 febbraio - André Cayatte, scrittore, giornalista e regista francese (n. 1909)
- 6 febbraio - Agustín Cotorruelo, economista, politico e dirigente sportivo spagnolo (n. 1925)
- 6 febbraio - Ron Field, regista teatrale e coreografo statunitense (n. 1933)
- 6 febbraio - Chris Gueffroy, tedesco (n. 1968)
- 6 febbraio - King Tubby, produttore discografico giamaicano (n. 1941)
- 6 febbraio - Filiberto Menna, storico dell'arte italiano (n. 1926)
- 6 febbraio - Emanuela Savio, politica italiana (n. 1916)
- 6 febbraio - Aldo Trionfo, regista teatrale e attore teatrale italiano (n. 1921)
- 6 febbraio - Barbara Tuchman, scrittrice, giornalista e storica statunitense (n. 1912)
- 7 febbraio - Robert Oubron, ciclista su strada e ciclocrossista francese (n. 1913)
- 7 febbraio - Giorgio Petrocchi, critico letterario italiano (n. 1921)
- 7 febbraio - Giuseppe Puca, mafioso italiano (n. 1955)
- 7 febbraio - Gilbert Simondon, filosofo francese (n. 1924)
- 9 febbraio - Piero Rismondo, giornalista, scrittore e traduttore italiano (n. 1905)
- 9 febbraio - Carlo Sabattini, ambientalista italiano (n. 1928)
- 9 febbraio - Osamu Tezuka, fumettista, animatore e produttore televisivo giapponese (n. 1928)
- 10 febbraio - Sigfrido Burroni, militare italiano (n. 1898)
- 11 febbraio - T. E. B. Clarke, sceneggiatore inglese (n. 1907)
- 11 febbraio - Leon Festinger, psicologo e sociologo statunitense (n. 1919)
- 11 febbraio - Shakhbut II bin Sultan Al Nahyan, sovrano (n. 1905)
- 12 febbraio - Thomas Bernhard, scrittore, drammaturgo e poeta austriaco (n. 1931)
- 12 febbraio - Maurice Cann, pilota motociclistico britannico (n. 1911)
- 12 febbraio - Attilio Dottesio, attore italiano (n. 1909)
- 12 febbraio - Pat Finucane, avvocato irlandese (n. 1949)
- 13 febbraio - Suzanne Briet, bibliotecaria e scrittrice francese (n. 1894)
- 13 febbraio - Hans Hellmut Kirst, scrittore tedesco (n. 1914)
- 14 febbraio - James Bond, ornitologo statunitense (n. 1900)
- 14 febbraio - Domenico Cernecca, linguista italiano (n. 1914)
- 14 febbraio - Vincent Crane, tastierista britannico (n. 1943)
- 14 febbraio - Duncan Gregg, canottiere statunitense (n. 1910)
- 14 febbraio - Juan Marrero Pérez, calciatore spagnolo (n. 1905)
- 15 febbraio - Hüseyin Akbaş, lottatore turco (n. 1933)
- 15 febbraio - Antonio Garzoni Provenzani, canottiere italiano (n. 1906)
- 15 febbraio - Tina Pizzardo, matematica e antifascista italiana (n. 1903)
- 15 febbraio - Benito Totti, pugile italiano (n. 1914)
- 15 febbraio - Aleksandr Travin, cestista sovietico (n. 1937)
- 16 febbraio - Mario Boella, ingegnere, docente e militare italiano (n. 1905)
- 16 febbraio - Carlotta di Sassonia-Altenburg, nobile tedesca (n. 1899)
- 16 febbraio - Francesco Colitto, avvocato e politico italiano (n. 1897)
- 16 febbraio - Arne Jørgensen, ginnasta danese (n. 1897)
- 17 febbraio - Lefty Gomez, giocatore di baseball statunitense (n. 1908)
- 17 febbraio - Guy Laroche, stilista francese (n. 1921)
- 17 febbraio - Hanne Sobek, calciatore e allenatore di calcio tedesco (n. 1900)
- 18 febbraio - Mildred Burke, wrestler statunitense (n. 1915)
- 18 febbraio - Alfonso De Franciscis, archeologo italiano (n. 1915)
- 18 febbraio - Arturo Prestipino, violinista e compositore italiano (n. 1911)
- 19 febbraio - Aleksandr Ivanovič Medvedkin, regista cinematografico sovietico (n. 1900)
- 20 febbraio - Edmondo Bonansea, calciatore e allenatore di calcio italiano (n. 1917)
- 20 febbraio - Harold Christensen, ballerino e coreografo statunitense (n. 1904)
- 20 febbraio - John Harding, generale britannico (n. 1896)
- 20 febbraio - Erika Köth, soprano tedesco (n. 1925)
- 20 febbraio - Betty Mars, cantante e attrice francese (n. 1944)
- 20 febbraio - Manuel Rosas, calciatore messicano (n. 1908)
- 21 febbraio - Alex Thépot, calciatore francese (n. 1906)
- 22 febbraio - Tito Aprea, pianista, musicologo e compositore italiano (n. 1904)
- 22 febbraio - Giuseppe Catalfamo, filosofo e pedagogista italiano (n. 1921)
- 22 febbraio - Giovanni Gallotti, calciatore e allenatore di calcio italiano (n. 1898)
- 22 febbraio - Sándor Márai, scrittore e giornalista ungherese (n. 1900)
- 23 febbraio - Giuseppe Cerami, politico italiano (n. 1924)
- 23 febbraio - Berto Lardera, scultore italiano (n. 1911)
- 23 febbraio - Gino Meloni, pittore e scultore italiano (n. 1905)
- 24 febbraio - Joe Harvey, calciatore e allenatore di calcio inglese (n. 1918)
- 24 febbraio - William Thayer Tutt, dirigente sportivo e imprenditore statunitense (n. 1912)
- 24 febbraio - Joseph Trần Văn Thiện, vescovo cattolico vietnamita (n. 1908)
- 25 febbraio - Quirino Bezzi, scrittore italiano (n. 1914)
- 25 febbraio - Robert Foulk, attore statunitense (n. 1908)
- 25 febbraio - Jacobus Haring, compositore di scacchi olandese (n. 1913)
- 25 febbraio - Margo Lion, cantante, cabarettista e attrice francese (n. 1899)
- 25 febbraio - Mouloud Mammeri, scrittore, linguista e antropologo berbero (n. 1917)
- 26 febbraio - Roy Eldridge, trombettista statunitense (n. 1911)
- 26 febbraio - Hans Klüver, compositore di scacchi tedesco (n. 1901)
- 26 febbraio - Éloi Meulenberg, ciclista su strada belga (n. 1912)
- 27 febbraio - Paul Oswald Ahnert, astronomo tedesco (n. 1897)
- 27 febbraio - Tina Allori, cantante italiana (n. 1924)
- 27 febbraio - Göran Larsson, nuotatore svedese (n. 1932)
- 27 febbraio - Konrad Lorenz, zoologo e etologo austriaco (n. 1903)
- 27 febbraio - Ambrogio Marchioni, arcivescovo cattolico e diplomatico italiano (n. 1911)
- 27 febbraio - Bas Paauwe, calciatore olandese (n. 1911)
- 27 febbraio - Boris Skosyrev, avventuriero russo (n. 1896)
- 27 febbraio - Virgilio Titone, storico, scrittore e critico letterario italiano (n. 1905)
- 28 febbraio - Bernard Brodie, chimico inglese (n. 1907)
- 28 febbraio - Aurélio Buarque de Holanda Ferreira, lessicografo, linguista e traduttore brasiliano (n. 1910)
- 28 febbraio - Hermann Burger, scrittore svizzero (n. 1942)
- 28 febbraio - Josef Epp, calciatore e allenatore di calcio austriaco (n. 1920)
- 28 febbraio - Mario Nigro, giurista italiano (n. 1912)
- 28 febbraio - Pak Se-yong, poeta e politico nordcoreano (n. 1902)
- 28 febbraio - Tirumalai Krishnamacharya, insegnante indiano (n. 1888)

## Marzo(95)
- 1º marzo - Sammy Moore, pallanuotista irlandese (n. 1900)
- 1º marzo - André Muffang, scacchista francese (n. 1897)
- 2 marzo - Luigi Firpo, storico, traduttore e politico italiano (n. 1915)
- 2 marzo - Tamás Kertész, calciatore ungherese (n. 1929)
- 2 marzo - Floro Laroma Iezzi, calciatore italiano (n. 1911)
- 2 marzo - Carlo Quintavalle, giornalista e scrittore italiano (n. 1932)
- 3 marzo - Karl Felderer, paroliere italiano (n. 1895)
- 3 marzo - Kenneth Hegan, calciatore inglese (n. 1901)
- 3 marzo - Walter Lazzaro, pittore, attore e docente italiano (n. 1914)
- 3 marzo - Stanisław Szmajzner, superstite dell'Olocausto e partigiano polacco (n. 1927)
- 4 marzo - Tiny Grimes, chitarrista statunitense (n. 1916)
- 4 marzo - Gabriel Taltavull, calciatore e allenatore di calcio spagnolo (n. 1921)
- 6 marzo - Harry Andrews, attore britannico (n. 1911)
- 6 marzo - Julian Hosking, ballerino britannico (n. 1953)
- 6 marzo - Franca Marzi, attrice italiana (n. 1926)
- 7 marzo - Youssef Abou Ouf, cestista egiziano (n. 1924)
- 7 marzo - Nino Milano, attore italiano (n. 1920)
- 7 marzo - Judson Philips, scrittore statunitense (n. 1903)
- 7 marzo - Otto Stenzel, musicista, direttore d'orchestra e compositore tedesco (n. 1903)
- 7 marzo - Guillaume de Tarde, scrittore e economista francese (n. 1885)
- 8 marzo - Bachisio Mastinu, militare e partigiano italiano (n. 1909)
- 8 marzo - Elisaveta Ivanovna Bykova, scacchista sovietica (n. 1913)
- 8 marzo - Albert De Roocker, schermidore belga (n. 1904)
- 8 marzo - Charles Exbrayat, scrittore francese (n. 1906)
- 8 marzo - Alla Ilchun, modella kazaka (n. 1926)
- 9 marzo - Raymond K. Beahan, militare statunitense (n. 1918)
- 9 marzo - Robert Mapplethorpe, fotografo statunitense (n. 1946)
- 9 marzo - Hilda Strike, velocista canadese (n. 1910)
- 10 marzo - Alessandro Fè d'Ostiani, pittore e tennista italiano (n. 1911)
- 10 marzo - Vincenzo Franciosi, ingegnere italiano (n. 1925)
- 10 marzo - Selwyn Jepson, scrittore, sceneggiatore e regista inglese (n. 1899)
- 10 marzo - Maurizio Merli, attore italiano (n. 1940)
- 11 marzo - William Challee, attore statunitense (n. 1904)
- 11 marzo - John J. McCloy, avvocato, diplomatico e banchiere statunitense (n. 1895)
- 12 marzo - Bonaparte Colombo, matematico italiano (n. 1902)
- 12 marzo - Maurice Evans, attore britannico (n. 1901)
- 12 marzo - Sarge Ferris, giocatore di poker statunitense (n. 1928)
- 12 marzo - Clelia Gatti Aldrovandi, arpista italiana (n. 1901)
- 12 marzo - Carlos Terry, cestista statunitense (n. 1956)
- 12 marzo - Luigi Tosi, attore italiano (n. 1915)
- 13 marzo - Carl Dahlhaus, musicologo tedesco (n. 1928)
- 13 marzo - Jo Mommers, calciatore olandese (n. 1927)
- 13 marzo - Dino Villani, pubblicitario, pittore e grafico italiano (n. 1898)
- 14 marzo - Edward Abbey, scrittore statunitense (n. 1927)
- 14 marzo - Francesco Paolo Bonifacio, politico e giurista italiano (n. 1923)
- 14 marzo - Zita di Borbone-Parma, imperatrice austriaca (n. 1892)
- 14 marzo - Happy Humphrey, wrestler statunitense (n. 1926)
- 14 marzo - Joseph Marie Đinh Bỉnh, vescovo cattolico vietnamita (n. 1923)
- 15 marzo - Vasilij Stepanovič Alendeev, poeta, drammaturgo e romanziere sovietico (n. 1919)
- 15 marzo - Manlio Di Rosa, schermidore italiano (n. 1914)
- 15 marzo - Edoardo Mason, missionario e vescovo cattolico italiano (n. 1903)
- 15 marzo - Emilio Sarzi Amadé, partigiano e giornalista italiano (n. 1925)
- 16 marzo - Edoardo Toscano, mafioso italiano (n. 1953)
- 16 marzo - Jesús María de Leizaola, politico spagnolo (n. 1896)
- 17 marzo - Johann Auer, presbitero e teologo tedesco (n. 1910)
- 17 marzo - Merritt Butrick, attore statunitense (n. 1959)
- 18 marzo - Harold Jeffreys, matematico, astronomo e statistico inglese (n. 1891)
- 18 marzo - Piet Kruiver, calciatore olandese (n. 1938)
- 19 marzo - Normie Glick, cestista statunitense (n. 1927)
- 19 marzo - Valérie Quennessen, attrice francese (n. 1957)
- 20 marzo - Archie Bleyer, arrangiatore, direttore d'orchestra e compositore statunitense (n. 1909)
- 20 marzo - Vincenzo Grasso, imprenditore italiano (n. 1938)
- 20 marzo - Mogens Lüchow, schermidore danese (n. 1918)
- 20 marzo - Dina Sfat, attrice brasiliana (n. 1939)
- 21 marzo - David Cairns, V conte Cairns, ammiraglio inglese (n. 1909)
- 21 marzo - Agide Fava, cestista, allenatore di pallacanestro e dirigente sportivo italiano (n. 1923)
- 21 marzo - Milton Frome, attore statunitense (n. 1909)
- 21 marzo - Raymond Herbaux, sollevatore francese (n. 1919)
- 21 marzo - Cesare Musatti, psicologo, psicoanalista e filosofo italiano (n. 1897)
- 22 marzo - Herzeleide di Prussia, nobile (n. 1918)
- 23 marzo - George Marthins, hockeista su prato indiano (n. 1905)
- 24 marzo - Renzo Avanzo, sceneggiatore, produttore cinematografico e attore italiano (n. 1911)
- 25 marzo - Reginald Le Borg, regista austriaco (n. 1902)
- 25 marzo - Emanuele Rapisarda, latinista italiano (n. 1900)
- 26 marzo - Maris Liepa, ballerino e direttore artistico lettone (n. 1936)
- 26 marzo - Giuseppe Rovella, scrittore, drammaturgo e filosofo italiano (n. 1926)
- 26 marzo - Asbjørn Ruud, saltatore con gli sci norvegese (n. 1919)
- 27 marzo - May Allison, attrice statunitense (n. 1890)
- 27 marzo - Antonio Mambriani, matematico italiano (n. 1898)
- 27 marzo - Cláudio Santoro, compositore, direttore d'orchestra e violinista brasiliano (n. 1919)
- 27 marzo - Jack Starrett, attore e regista statunitense (n. 1936)
- 28 marzo - Joseph Adetunji Adefarasin, magistrato, giurista e attivista nigeriano (n. 1921)
- 28 marzo - Vittorio Aicardi, politico italiano (n. 1919)
- 28 marzo - Vittorino Carra, politico italiano (n. 1927)
- 28 marzo - Josiah Zion Gumede, politico zimbabwese (n. 1919)
- 28 marzo - Madeleine Ozeray, attrice belga (n. 1908)
- 28 marzo - Patrick Vallençant, scialpinista e alpinista francese (n. 1946)
- 28 marzo - Robert J. Wilke, attore e stuntman statunitense (n. 1914)
- 29 marzo - Bernard Blier, attore francese (n. 1916)
- 29 marzo - Ferdinand Brickwedde, fisico statunitense (n. 1903)
- 29 marzo - Fernand Gambiez, generale e storico francese (n. 1903)
- 29 marzo - Aljaksandr Prakapenka, calciatore sovietico (n. 1953)
- 30 marzo - Mike Sekowsky, fumettista statunitense (n. 1923)
- 30 marzo - Arto Tolsa, calciatore finlandese (n. 1945)
- 31 marzo - Hugh Alessandroni, schermidore statunitense (n. 1908)

## Aprile(107)
- 1º aprile - Richard Austin, direttore d'orchestra e docente inglese (n. 1903)
- 1º aprile - George Robledo, calciatore cileno (n. 1926)
- 2 aprile - Inez Clare Verdoorn, botanica sudafricana (n. 1896)
- 3 aprile - Andrea Busiri Vici, architetto e storico dell'arte italiano (n. 1903)
- 3 aprile - Friedrich-Jobst Volckamer von Kirchensittenbach, generale tedesco (n. 1894)
- 3 aprile - Viktor Nikiforov, hockeista su ghiaccio sovietico (n. 1931)
- 3 aprile - Kruno Tonković, ingegnere croato (n. 1911)
- 4 aprile - Madeline Hurlock, attrice statunitense (n. 1899)
- 4 aprile - Roberto Nicolosi, compositore italiano (n. 1914)
- 5 aprile - Armando Bottin, attore italiano (n. 1942)
- 5 aprile - Frank Foss, astista statunitense (n. 1895)
- 5 aprile - Marjorie Hoshelle, attrice statunitense (n. 1918)
- 5 aprile - Anton Ervandovič Kočinjan, politico sovietico (n. 1913)
- 5 aprile - Kurt Lischka, militare tedesco (n. 1909)
- 5 aprile - Karel Zeman, regista e animatore cecoslovacco (n. 1910)
- 6 aprile - Elizabeth Becker-Pinkston, tuffatrice statunitense (n. 1903)
- 6 aprile - Tapani Niku, fondista finlandese (n. 1895)
- 6 aprile - Deoclecio Redig de Campos, storico dell'arte brasiliano (n. 1905)
- 6 aprile - Michael Reusch, ginnasta svizzero (n. 1914)
- 7 aprile - Aurelio Lucchini, architetto e storico dell'architettura uruguaiano (n. 1910)
- 7 aprile - Basawon Singh, attivista indiano (n. 1909)
- 8 aprile - Albert Bormann, politico e funzionario tedesco (n. 1902)
- 8 aprile - Mario Chiari, scenografo, costumista e sceneggiatore italiano (n. 1909)
- 8 aprile - Horia Demian, cestista rumeno (n. 1942)
- 8 aprile - Mario Faraoni, pittore e scultore italiano (n. 1914)
- 8 aprile - Rodolfo Pallucchini, storico dell'arte e funzionario italiano (n. 1908)
- 8 aprile - John Wyer, ingegnere inglese (n. 1909)
- 9 aprile - Francesco De Zanna, bobbista e hockeista su ghiaccio italiano (n. 1905)
- 9 aprile - Birger Holmqvist, hockeista su ghiaccio svedese (n. 1900)
- 9 aprile - Friedrich Ritter, botanico tedesco (n. 1898)
- 10 aprile - George Genereux, tiratore a volo canadese (n. 1935)
- 10 aprile - Nikolaj Grin'ko, attore sovietico (n. 1920)
- 11 aprile - Hiram Sherman, attore, cantante e commediografo statunitense (n. 1908)
- 11 aprile - Sarban, scrittore e diplomatico britannico (n. 1910)
- 12 aprile - Francesco Bellini, prefetto e politico italiano (n. 1899)
- 12 aprile - Stojan Brajša, politico, avvocato e pubblicista croato (n. 1888)
- 12 aprile - Gerald Flood, attore e doppiatore britannico (n. 1927)
- 12 aprile - Abbie Hoffman, attivista e politico statunitense (n. 1936)
- 12 aprile - Martin Kjølholdt, calciatore norvegese (n. 1938)
- 12 aprile - Antonio Porta, scrittore, poeta e critico letterario italiano (n. 1935)
- 12 aprile - Sugar Ray Robinson, pugile statunitense (n. 1921)
- 12 aprile - Georges Sébastian, direttore d'orchestra ungherese (n. 1903)
- 12 aprile - Tilda Thamar, attrice, regista e pittrice argentina (n. 1921)
- 13 aprile - Paul II Cheikho, vescovo cattolico e patriarca cattolico iracheno (n. 1906)
- 13 aprile - Erich Herrmann, pallamanista tedesco (n. 1914)
- 13 aprile - Tor Nilsson, lottatore svedese (n. 1919)
- 14 aprile - Enzo Capecchi, partigiano italiano (n. 1921)
- 14 aprile - Valdemar Laursen, calciatore danese (n. 1900)
- 14 aprile - Pietro Sissa, scrittore italiano (n. 1915)
- 14 aprile - Jean Wauters, ciclista su strada belga (n. 1906)
- 15 aprile - Federico Gay, ciclista su strada e pistard italiano (n. 1896)
- 15 aprile - Hu Yaobang, politico cinese (n. 1915)
- 15 aprile - Bernard-Marie Koltès, drammaturgo e regista francese (n. 1948)
- 15 aprile - Connie Simmons, cestista statunitense (n. 1925)
- 15 aprile - Charles Vanel, attore francese (n. 1892)
- 16 aprile - Jocko Conlan, giocatore di baseball e arbitro di baseball statunitense (n. 1899)
- 16 aprile - Harald Edelstam, diplomatico svedese (n. 1913)
- 16 aprile - Kaoru Ishikawa, ingegnere chimico e docente giapponese (n. 1915)
- 16 aprile - Dante Montanari, pittore italiano (n. 1896)
- 16 aprile - Hakkı Yeten, calciatore e allenatore di calcio turco (n. 1910)
- 17 aprile - Anatolij Michajlovič Granik, regista cinematografico sovietico (n. 1918)
- 17 aprile - Inji Aflatoun, pittrice e artista egiziana (n. 1924)
- 18 aprile - Adil Atan, lottatore turco (n. 1929)
- 18 aprile - Hilde Benjamin, giurista tedesca (n. 1902)
- 18 aprile - Giuseppe Schiavon, politico e antifascista italiano (n. 1896)
- 19 aprile - Daphne du Maurier, scrittrice, drammaturga e poetessa inglese (n. 1907)
- 19 aprile - Augusta Luzzato Dina, poetessa, scultrice e filantropa italiana (n. 1898)
- 20 aprile - Uichirō Hatta, calciatore giapponese (n. 1903)
- 21 aprile - Deokhye di Corea, principessa coreana (n. 1912)
- 21 aprile - James Kirkwood Jr., scrittore, drammaturgo e librettista statunitense (n. 1924)
- 22 aprile - Ugo Baduel, scrittore, saggista e giornalista italiano (n. 1934)
- 22 aprile - György Kulin, astronomo ungherese (n. 1905)
- 22 aprile - Emilio Segrè, fisico italiano (n. 1905)
- 22 aprile - Tommy Thompson, giocatore di football americano statunitense (n. 1916)
- 23 aprile - Norm Baker, cestista e giocatore di lacrosse canadese (n. 1923)
- 23 aprile - Marc Daniels, regista televisivo statunitense (n. 1912)
- 23 aprile - Hamani Diori, politico nigerino (n. 1916)
- 23 aprile - Hu Die, attrice cinese
- 23 aprile - Imre Hódos, lottatore ungherese (n. 1928)
- 23 aprile - Zeffiro Paulinich, calciatore italiano (n. 1901)
- 23 aprile - Marcel Schumann, calciatore lussemburghese (n. 1901)
- 24 aprile - Franz Binder, calciatore e allenatore di calcio austriaco (n. 1911)
- 24 aprile - Roger Dewasch, pallanuotista francese (n. 1920)
- 24 aprile - Clyde Geronimi, regista, animatore e fumettista italiano (n. 1901)
- 24 aprile - Edgar Sanabria, politico venezuelano (n. 1911)
- 24 aprile - Joaquim Santana, calciatore portoghese (n. 1936)
- 24 aprile - Federico Sáiz, calciatore spagnolo (n. 1912)
- 25 aprile - George Coulouris, attore inglese (n. 1903)
- 25 aprile - Bruno Tassini, arbitro di calcio italiano (n. 1909)
- 26 aprile - Lucille Ball, attrice, comica e produttrice televisiva statunitense (n. 1911)
- 26 aprile - Michele Cecchini, arcivescovo cattolico e diplomatico italiano (n. 1920)
- 26 aprile - Silvio Sacco, imprenditore e dirigente sportivo italiano (n. 1906)
- 26 aprile - Elios Toschi, militare e inventore italiano (n. 1908)
- 27 aprile - Howard Brookner, regista, sceneggiatore e produttore cinematografico statunitense (n. 1954)
- 27 aprile - Kōnosuke Matsushita, imprenditore giapponese (n. 1894)
- 27 aprile - Ercole Rocchetti, giurista e politico italiano (n. 1905)
- 28 aprile - Géza von Cziffra, regista, sceneggiatore e produttore cinematografico ungherese (n. 1900)
- 28 aprile - Antonio Di Cicco, scrittore italiano (n. 1931)
- 28 aprile - Liu Jing-rong, cestista taiwanese (n. 1936)
- 28 aprile - Franco Parenti, attore, direttore artistico e autore televisivo italiano (n. 1921)
- 28 aprile - Raúl Sendic Antonaccio, politico e rivoluzionario uruguaiano (n. 1925)
- 29 aprile - József Ijjas, arcivescovo cattolico ungherese (n. 1901)
- 30 aprile - Jacques Faggianelli, politico francese (n. 1901)
- 30 aprile - Sergio Leone, regista, sceneggiatore e produttore cinematografico italiano (n. 1929)
- 30 aprile - Pierre Lewden, altista francese (n. 1901)
- 30 aprile - Rita Livesi, attrice italiana (n. 1915)
- 30 aprile - Guy Williams, attore statunitense (n. 1924)

## Maggio(100)
- 1º maggio - Antonio Janigro, violoncellista e direttore d'orchestra italiano (n. 1918)
- 1º maggio - Marion Mack, attrice e sceneggiatrice statunitense (n. 1902)
- 1º maggio - Edward Ochab, politico polacco (n. 1906)
- 2 maggio - Bennie Benjamin, cantautore e compositore statunitense (n. 1907)
- 2 maggio - James Crabe, direttore della fotografia statunitense (n. 1931)
- 2 maggio - Carlo De Martino, giornalista italiano (n. 1911)
- 2 maggio - Veniamin Aleksandrovič Kaverin, scrittore sovietico (n. 1902)
- 2 maggio - Albert H. Kelley, regista e sceneggiatore statunitense (n. 1894)
- 2 maggio - Simon Schoon, insegnante e partigiano olandese (n. 1912)
- 2 maggio - Giuseppe Siri, cardinale e arcivescovo cattolico italiano (n. 1906)
- 3 maggio - Christine Jorgensen, statunitense (n. 1926)
- 3 maggio - Muriel Ostriche, attrice statunitense (n. 1896)
- 3 maggio - William Squire, attore e doppiatore britannico (n. 1917)
- 3 maggio - John Wiethe, giocatore di football americano, cestista e allenatore di pallacanestro statunitense (n. 1912)
- 4 maggio - Larry Fleisher, avvocato e procuratore sportivo statunitense (n. 1930)
- 4 maggio - Adnan Khairallah, generale e politico iracheno (n. 1940)
- 4 maggio - Jean-Marie Tjibaou, politico e attivista francese (n. 1936)
- 5 maggio - Jón Ingi Guðmundsson, pallanuotista islandese (n. 1909)
- 5 maggio - Mary Leo, religiosa e insegnante neozelandese (n. 1895)
- 5 maggio - Wolfgang Neuss, attore e cabarettista tedesco (n. 1923)
- 5 maggio - Angelo Romanò, politico, scrittore e dirigente d'azienda italiano (n. 1920)
- 5 maggio - William Wheeler, politico statunitense (n. 1915)
- 6 maggio - Tally Brown, attrice e cantante statunitense (n. 1924)
- 6 maggio - Heinz Werner, allenatore di calcio e calciatore tedesco (n. 1910)
- 7 maggio - Earl J. Hamilton, storico statunitense (n. 1899)
- 7 maggio - Ruggero Maccari, sceneggiatore e regista italiano (n. 1919)
- 8 maggio - Mario Felice Boano, carrozziere e designer italiano (n. 1903)
- 8 maggio - Stefano Bricarelli, fotografo, giornalista e editore italiano (n. 1889)
- 8 maggio - Walter Günther, calciatore tedesco (n. 1915)
- 8 maggio - Andreas Hillgruber, storico tedesco (n. 1925)
- 8 maggio - Antonino Paternò Castello di San Giuliano, politico italiano (n. 1904)
- 8 maggio - Rudolf Uhlenhaut, ingegnere e progettista tedesco (n. 1906)
- 9 maggio - Fred Halsted, regista e attore pornografico statunitense (n. 1941)
- 9 maggio - Heinz Moog, attore tedesco (n. 1908)
- 9 maggio - Ignazio Nicoli, pittore e incisore italiano (n. 1921)
- 9 maggio - Keith Whitley, cantante statunitense (n. 1954)
- 10 maggio - Joe Brennan, cestista e allenatore di pallacanestro statunitense (n. 1900)
- 10 maggio - Johnny Green, compositore statunitense (n. 1908)
- 10 maggio - Larry Nocella, sassofonista italiano (n. 1949)
- 10 maggio - Woody Shaw, musicista e compositore statunitense (n. 1944)
- 10 maggio - Hassler Whitney, matematico statunitense (n. 1907)
- 11 maggio - Vincenzo Puccio, mafioso italiano (n. 1945)
- 12 maggio - Esteban de Jesús, pugile portoricano (n. 1951)
- 13 maggio - Joanna Roos, attrice e drammaturga statunitense (n. 1901)
- 13 maggio - Odo Spadazzi, politico e imprenditore italiano (n. 1910)
- 15 maggio - Eugenia Clinchard, attrice statunitense (n. 1904)
- 16 maggio - Pio Angelo Brindisi, calciatore italiano (n. 1909)
- 16 maggio - Carlo Rossi, paroliere e produttore discografico italiano (n. 1920)
- 17 maggio - Alfonso Liguori Morapeli, arcivescovo cattolico lesothiano (n. 1929)
- 17 maggio - Lucia Moholy, fotografa e scrittrice cecoslovacca (n. 1894)
- 18 maggio - Felice Del Beccaro, critico letterario, paroliere e italianista italiano (n. 1909)
- 18 maggio - Ed McIlvenny, calciatore scozzese (n. 1924)
- 18 maggio - Winfried Vogt, pilota automobilistico tedesco (n. 1945)
- 19 maggio - Anton Diffring, attore tedesco (n. 1918)
- 19 maggio - Cyril Lionel Robert James, storico, scrittore e politico trinidadiano (n. 1901)
- 19 maggio - Mario Puppo, critico letterario italiano (n. 1913)
- 19 maggio - Robert Webber, attore statunitense (n. 1924)
- 20 maggio - John Hicks, economista inglese (n. 1904)
- 20 maggio - Lyn Murray, compositore, musicista e direttore d'orchestra inglese (n. 1909)
- 20 maggio - Gilda Radner, attrice e comica statunitense (n. 1946)
- 20 maggio - Gōgen Yamaguchi, karateka e maestro di karate giapponese (n. 1909)
- 22 maggio - Attilio Banfi, calciatore italiano (n. 1909)
- 22 maggio - Gaetano Morelli, giurista e magistrato italiano (n. 1900)
- 22 maggio - Gerd Oswald, regista statunitense (n. 1919)
- 22 maggio - Robert Richardson Sears, psicologo statunitense (n. 1908)
- 23 maggio - Ansa Ikonen, attrice e regista finlandese (n. 1913)
- 23 maggio - Ursula Knab, velocista tedesca (n. 1929)
- 23 maggio - Karl Koch, hacker tedesco (n. 1965)
- 23 maggio - Iosif Solomonovič Šapiro, regista sovietico (n. 1907)
- 24 maggio - Guus Dräger, calciatore olandese (n. 1917)
- 24 maggio - Mario Giannone, presbitero, scrittore e militare italiano (n. 1910)
- 24 maggio - Gavino Polo, pittore e storico dell'arte italiano (n. 1921)
- 25 maggio - Ching Ho Cheng, artista statunitense (n. 1946)
- 25 maggio - Jean Despeaux, pugile francese (n. 1915)
- 25 maggio - Paolo V Esterházy, nobile (n. 1901)
- 26 maggio - Gino Barbieri, economista e storico italiano (n. 1913)
- 26 maggio - Pierre Everaert, ciclista su strada e dirigente sportivo francese (n. 1932)
- 26 maggio - Don Revie, calciatore e allenatore di calcio inglese (n. 1927)
- 26 maggio - Kazuko Takatsukasa, principessa giapponese (n. 1929)
- 27 maggio - Bruno Maria Apollonj Ghetti, architetto e archeologo italiano (n. 1905)
- 27 maggio - Edward Jarczyński, cestista polacco (n. 1919)
- 27 maggio - Arsenij Aleksandrovič Tarkovskij, poeta e traduttore russo (n. 1907)
- 28 maggio - Wally Anderzunas, cestista statunitense (n. 1946)
- 28 maggio - Baltasar Lopes da Silva, scrittore, poeta e linguista capoverdiano (n. 1907)
- 28 maggio - Ivan Palazzese, pilota motociclistico venezuelano (n. 1962)
- 29 maggio - Miranda Campa, attrice italiana (n. 1914)
- 29 maggio - John Cipollina, chitarrista statunitense (n. 1943)
- 29 maggio - George Homans, sociologo statunitense (n. 1910)
- 29 maggio - Giuseppina Palumbo, politica italiana (n. 1906)
- 29 maggio - Giuseppe Patanè, direttore d'orchestra italiano (n. 1932)
- 29 maggio - Joseph Van Ingelgem, calciatore belga (n. 1912)
- 29 maggio - Bob Waters, giocatore di football americano statunitense (n. 1938)
- 30 maggio - Gianfranco Cimmino, matematico italiano (n. 1908)
- 30 maggio - Jane Fauntz, tuffatrice e nuotatrice statunitense (n. 1910)
- 30 maggio - James Harry Lacey, militare e aviatore britannico (n. 1917)
- 30 maggio - Zinka Milanov, soprano croato (n. 1906)
- 30 maggio - Claude Pepper, politico statunitense (n. 1900)
- 31 maggio - Leland Erskin Cunningham, astronomo statunitense (n. 1904)
- 31 maggio - Willy Horn, canoista tedesco (n. 1909)
- 31 maggio - Luo Yihe, poeta e critico letterario cinese (n. 1961)

## Giugno(97)
- 1º giugno - Aurelio Lampredi, ingegnere italiano (n. 1917)
- 1º giugno - Charles Vanden Wouwer, calciatore belga (n. 1916)
- 2 giugno - Guido Agosti, pianista e compositore italiano (n. 1901)
- 2 giugno - Frederic Prokosch, scrittore e traduttore statunitense (n. 1908)
- 2 giugno - Anthony Teague, attore e ballerino statunitense (n. 1940)
- 2 giugno - Takeo Watanabe, compositore e musicista giapponese (n. 1933)
- 3 giugno - Vittorina Gementi, insegnante e pedagogista italiana (n. 1931)
- 3 giugno - Lauro Grossi, politico italiano (n. 1932)
- 3 giugno - Ruhollah Khomeyni, politico e imam iraniano (n. 1902)
- 4 giugno - Dik Browne, fumettista e illustratore statunitense (n. 1917)
- 4 giugno - Cecil Collins, pittore inglese (n. 1908)
- 4 giugno - Franca Helg, architetto, progettista e designer italiana (n. 1920)
- 5 giugno - André Michel, regista francese (n. 1907)
- 5 giugno - Fritz Nagy, cestista statunitense (n. 1924)
- 5 giugno - Maurice Philippe, ingegnere britannico (n. 1932)
- 6 giugno - Richard Kahn, economista britannico (n. 1905)
- 6 giugno - Laxman Singh, principe e politico indiano (n. 1908)
- 6 giugno - Ugo Ughi, schermidore italiano
- 6 giugno - Steffen Zacharias, attore tedesco (n. 1927)
- 7 giugno - Giuseppe Albani, calciatore e allenatore di calcio italiano (n. 1921)
- 7 giugno - James Cristy, nuotatore statunitense (n. 1913)
- 7 giugno - Masud Khan, psicoanalista inglese (n. 1924)
- 7 giugno - Nara Leão, cantante e chitarrista brasiliana (n. 1942)
- 7 giugno - Izrail' Mechanik, sollevatore sovietico (n. 1909)
- 7 giugno - George Roughton, calciatore e allenatore di calcio inglese (n. 1909)
- 8 giugno - Fabio Tombari, scrittore italiano (n. 1899)
- 9 giugno - George Wells Beadle, biologo statunitense (n. 1903)
- 9 giugno - Rəşid Behbudov, cantante lirico e attore sovietico (n. 1915)
- 9 giugno - José López Rega, politico e poliziotto argentino (n. 1916)
- 10 giugno - Carlo Girometta, allenatore di calcio e calciatore italiano (n. 1913)
- 10 giugno - James Greenway, ornitologo statunitense (n. 1903)
- 10 giugno - Richard Quine, attore, regista e paroliere statunitense (n. 1920)
- 10 giugno - Albert Spaggiari, criminale e militare francese (n. 1932)
- 11 giugno - Jan Lapidoth, bobbista svedese (n. 1915)
- 11 giugno - Andrea Lazzarini, calciatore italiano (n. 1915)
- 11 giugno - Jack McMahon, cestista e allenatore di pallacanestro statunitense (n. 1928)
- 12 giugno - Eduardo Dualde, hockeista su prato spagnolo (n. 1933)
- 12 giugno - Lou Monte, cantante statunitense (n. 1917)
- 12 giugno - Nilüfer Hanimsultan, principessa ottomana (n. 1916)
- 13 giugno - Corrado Agusta, imprenditore italiano (n. 1923)
- 13 giugno - Fran Allison, conduttrice televisiva, cantante e conduttrice radiofonica statunitense (n. 1907)
- 13 giugno - Scott Ross, clavicembalista e organista statunitense (n. 1951)
- 14 giugno - Christopher Bernau, attore televisivo statunitense (n. 1940)
- 14 giugno - Carlo di Limburg-Stirum, politico e filantropo belga (n. 1906)
- 14 giugno - Joseph-Albert Malula, cardinale e arcivescovo cattolico della Repubblica Democratica del Congo (n. 1917)
- 14 giugno - Albert Wolff, schermidore francese (n. 1906)
- 14 giugno - Pete de Freitas, musicista e produttore discografico britannico (n. 1961)
- 15 giugno - Roberto Camardiel, attore spagnolo (n. 1917)
- 15 giugno - Victor French, attore statunitense (n. 1934)
- 15 giugno - Judy Johnson, giocatore di baseball statunitense (n. 1899)
- 15 giugno - Ray McAnally, attore irlandese (n. 1926)
- 15 giugno - Luigi Ricceri, presbitero italiano (n. 1901)
- 15 giugno - Julia Wipplinger, tennista sudafricana (n. 1923)
- 16 giugno - Antonio Corsano, storico della filosofia italiano (n. 1899)
- 16 giugno - Helga Haase, pattinatrice di velocità su ghiaccio tedesca (n. 1934)
- 16 giugno - Arthur Häggblad, fondista svedese (n. 1908)
- 16 giugno - Mino Maccari, scrittore, pittore e incisore italiano (n. 1898)
- 16 giugno - Teresa Tirelli, conduttrice radiofonica statunitense (n. 1907)
- 16 giugno - Willy Otto Zielke, fotografo, regista e produttore cinematografico tedesco (n. 1902)
- 17 giugno - Giovanni Buzzoni, politico italiano (n. 1916)
- 17 giugno - David Griggs, astronauta statunitense (n. 1939)
- 17 giugno - John Matuszak, giocatore di football americano e attore statunitense (n. 1950)
- 17 giugno - Chico Landi, pilota automobilistico brasiliano (n. 1907)
- 18 giugno - Ennio Balbo, attore e doppiatore italiano (n. 1922)
- 18 giugno - George C. Pimentel, chimico statunitense (n. 1922)
- 19 giugno - Reed Jones, attore, cantante e ballerino statunitense (n. 1953)
- 19 giugno - Betti Alver, scrittrice estone (n. 1906)
- 19 giugno - Andrej Prokof'ev, ostacolista e velocista sovietico (n. 1959)
- 20 giugno - Gino Archesso, calciatore italiano (n. 1907)
- 20 giugno - Dona Drake, cantante, ballerina e attrice statunitense (n. 1914)
- 20 giugno - Calogero Lauricella, arcivescovo cattolico italiano (n. 1919)
- 21 giugno - Alfredo Barbacci, ingegnere e architetto italiano (n. 1896)
- 21 giugno - Lee Calhoun, ostacolista statunitense (n. 1933)
- 21 giugno - Paul Doktor, violista austriaco (n. 1919)
- 21 giugno - Luigi Solaini, ingegnere e matematico italiano (n. 1909)
- 22 giugno - Teresa Buelloni, poetessa italiana (n. 1902)
- 22 giugno - Brunetto Del Vita, produttore cinematografico, produttore televisivo e attore italiano (n. 1919)
- 22 giugno - Anton Dermota, tenore sloveno (n. 1910)
- 22 giugno - Robert Körner, allenatore di calcio e calciatore austriaco (n. 1924)
- 22 giugno - Henri Sauguet, compositore francese (n. 1901)
- 22 giugno - Lisa Sergio, giornalista e scrittrice italiana (n. 1905)
- 23 giugno - Michel Aflaq, politico siriano (n. 1910)
- 23 giugno - Werner Best, giurista e generale tedesco (n. 1903)
- 23 giugno - Pitt Herbert, attore statunitense (n. 1914)
- 23 giugno - Timothy Manning, cardinale e arcivescovo cattolico irlandese (n. 1909)
- 23 giugno - Vasilij Aleksandrovič Romanov, russo (n. 1907)
- 24 giugno - Hibari Misora, cantante e attrice giapponese (n. 1937)
- 26 giugno - Sergio De Giacinto, pedagogista italiano (n. 1921)
- 27 giugno - Alfred Jules Ayer, filosofo britannico (n. 1910)
- 27 giugno - Jack Buetel, attore statunitense (n. 1915)
- 27 giugno - Michele Lupo, regista cinematografico italiano (n. 1932)
- 28 giugno - Togo Bozzi, saggista e giornalista italiano (n. 1905)
- 28 giugno - Joris Ivens, regista, sceneggiatore e montatore olandese (n. 1898)
- 28 giugno - Walter Marcacci, calciatore italiano (n. 1908)
- 28 giugno - Alfredo Sadel, tenore, compositore e attore venezuelano (n. 1930)
- 29 giugno - Mario Melloni, giornalista e politico italiano (n. 1902)
- 30 giugno - Rostislav Pljatt, attore sovietico (n. 1908)

## Luglio(112)
- 1º luglio - Matthias Billen, calciatore tedesco (n. 1910)
- 1º luglio - William Ching, attore statunitense (n. 1913)
- 1º luglio - António Morais, allenatore di calcio e calciatore portoghese (n. 1934)
- 1º luglio - Stephen Naidoo, arcivescovo cattolico sudafricano (n. 1937)
- 2 luglio - Hilmar Baunsgaard, politico danese (n. 1920)
- 2 luglio - Andrej Andreevič Gromyko, politico e diplomatico sovietico (n. 1909)
- 2 luglio - Jean Leguay, funzionario francese (n. 1909)
- 2 luglio - Jean Painlevé, regista francese (n. 1902)
- 2 luglio - Franklin J. Schaffner, regista statunitense (n. 1920)
- 2 luglio - Wilfrid Sellars, filosofo statunitense (n. 1912)
- 2 luglio - Ben Wright, attore e doppiatore britannico (n. 1915)
- 3 luglio - Jim Backus, attore statunitense (n. 1913)
- 4 luglio - Win Maung, politico birmano (n. 1916)
- 4 luglio - Vic Perrin, attore statunitense (n. 1916)
- 4 luglio - Nelson Sullivan, artista statunitense (n. 1948)
- 5 luglio - Sirarpie Der Nersessian, storica dell'arte armena (n. 1896)
- 5 luglio - Ugo Giachery, religioso italiano (n. 1896)
- 5 luglio - Ernesto Halffter, compositore e direttore d'orchestra spagnolo (n. 1905)
- 5 luglio - Michele Molese, tenore statunitense (n. 1928)
- 6 luglio - Jean Bouise, attore francese (n. 1929)
- 6 luglio - János Kádár, politico ungherese (n. 1912)
- 6 luglio - John Joseph Maguire, arcivescovo cattolico statunitense (n. 1904)
- 7 luglio - Wilhelm Joswig, militare e aviatore tedesco (n. 1912)
- 7 luglio - Virgilio Sabel, regista cinematografico e sceneggiatore italiano (n. 1920)
- 7 luglio - Félix Unden, pallanuotista lussemburghese (n. 1902)
- 9 luglio - Domenico Bartoli, giornalista e saggista italiano (n. 1912)
- 9 luglio - Pietro Salvatore Colombo, vescovo cattolico italiano (n. 1922)
- 9 luglio - Abdellah Guennoun, scrittore marocchino (n. 1908)
- 9 luglio - Jozef Kuchár, calciatore slovacco (n. 1919)
- 9 luglio - Piero Pino, chimico italiano (n. 1921)
- 10 luglio - Mel Blanc, doppiatore, attore e comico statunitense (n. 1908)
- 10 luglio - Jean-Michel Charlier, fumettista belga (n. 1924)
- 10 luglio - Giuseppe Viel, politico italiano (n. 1921)
- 11 luglio - Veniero Canevari, illustratore e pittore italiano (n. 1926)
- 11 luglio - Irv Comp, giocatore di football americano statunitense (n. 1919)
- 11 luglio - Laurence Olivier, attore, regista teatrale e produttore teatrale britannico (n. 1907)
- 11 luglio - Magda Portal, scrittrice e poetessa peruviana (n. 1900)
- 11 luglio - Albert Sommer, ciclista su strada svizzero (n. 1915)
- 12 luglio - Franziska zu Hohenlohe-Waldenburg-Schillingsfürst, principessa tedesca (n. 1897)
- 12 luglio - Sidney Hook, filosofo statunitense (n. 1902)
- 12 luglio - Masao Miyamoto, esperantista giapponese (n. 1913)
- 12 luglio - Carlos Puebla, cantautore cubano (n. 1917)
- 12 luglio - Alberto Radi, canottiere italiano (n. 1919)
- 12 luglio - Volfango d'Assia-Kassel, principe (n. 1896)
- 13 luglio - John Bryant, attore statunitense (n. 1916)
- 13 luglio - Abdul Rahman Ghassemlou, politico iraniano (n. 1930)
- 13 luglio - Arnaldo Ochoa, rivoluzionario, generale e politico cubano (n. 1930)
- 14 luglio - José María García Lahiguera, arcivescovo cattolico spagnolo (n. 1903)
- 15 luglio - Adolfo Bogoncelli, imprenditore e dirigente sportivo italiano (n. 1915)
- 15 luglio - Lino Cason, calciatore italiano (n. 1914)
- 15 luglio - Laurie Cunningham, calciatore inglese (n. 1956)
- 15 luglio - Tassilo Fürstenberg, principe e giornalista tedesco (n. 1903)
- 15 luglio - Maria Kuncewiczowa, scrittrice polacca (n. 1895)
- 16 luglio - Aladino Di Martino, compositore italiano (n. 1908)
- 16 luglio - Nicolás Guillén, scrittore cubano (n. 1902)
- 16 luglio - Herbert von Karajan, direttore d'orchestra austriaco (n. 1908)
- 16 luglio - Marco Lombardo Radice, psichiatra e scrittore italiano (n. 1949)
- 16 luglio - Antonio Ranocchia, scultore italiano (n. 1915)
- 17 luglio - Dudley Brooks, musicista statunitense (n. 1913)
- 17 luglio - Paul Lemerle, storico francese (n. 1903)
- 17 luglio - Luis Muñoz Cabrero, bobbista spagnolo (n. 1928)
- 17 luglio - Emīls Urbāns, calciatore lettone (n. 1904)
- 18 luglio - Rebecca Schaeffer, attrice statunitense (n. 1967)
- 19 luglio - Nigel Dennis, scrittore britannico (n. 1912)
- 19 luglio - Osmund Menghin, storico austriaco (n. 1920)
- 19 luglio - Vivian Reed, attrice statunitense (n. 1894)
- 19 luglio - Kazimierz Sabbat, politico polacco (n. 1913)
- 19 luglio - Carl-Heinz Schroth, attore e regista austriaco (n. 1902)
- 19 luglio - Erwin Sietas, nuotatore tedesco (n. 1910)
- 19 luglio - Benjamin Tammuz, scrittore israeliano (n. 1919)
- 20 luglio - José Augusto Brandão, calciatore brasiliano (n. 1910)
- 20 luglio - Lauro Corona, attore e modello brasiliano (n. 1957)
- 20 luglio - Antonio Cremisini, politico italiano (n. 1905)
- 20 luglio - Marie-Madeleine Fourcade, partigiana e politica francese (n. 1909)
- 20 luglio - John Sleeuwenhoek, calciatore inglese (n. 1944)
- 20 luglio - Giannīs Tsarouchīs, pittore, costumista e scenografo greco (n. 1910)
- 21 luglio - Emilio Milan, poeta italiano (n. 1913)
- 22 luglio - Paul Christoph Mangelsdorf, agronomo e botanico statunitense (n. 1899)
- 22 luglio - Martti Talvela, basso finlandese (n. 1935)
- 23 luglio - Carlotta d'Asburgo-Lorena, duchessa (n. 1921)
- 23 luglio - Donald Barthelme, scrittore e giornalista statunitense (n. 1931)
- 23 luglio - Luigi Forlenza, generale italiano (n. 1907)
- 23 luglio - Michael Sundin, conduttore televisivo, attore e ballerino britannico (n. 1961)
- 23 luglio - Evgenij Umnov, compositore di scacchi russo (n. 1913)
- 24 luglio - Marco Acerbi, ostacolista italiano (n. 1949)
- 24 luglio - Walter Dick, calciatore scozzese (n. 1905)
- 24 luglio - Cecilia Hansen, violinista russa (n. 1897)
- 24 luglio - Ernest Morrison, attore statunitense (n. 1912)
- 24 luglio - Mark Morrisroe, fotografo e performance artist statunitense (n. 1959)
- 24 luglio - Bob Mullens, cestista statunitense (n. 1922)
- 24 luglio - Helmut Schubert, calciatore tedesco (n. 1916)
- 25 luglio - Camillo Jerusalem, calciatore, allenatore di calcio e dirigente sportivo austriaco (n. 1914)
- 25 luglio - Steve Rubell, imprenditore statunitense (n. 1943)
- 26 luglio - Luigi Morstabilini, vescovo cattolico italiano (n. 1907)
- 26 luglio - Michele Musolino, politico italiano (n. 1935)
- 26 luglio - Vicente Zito, calciatore argentino (n. 1912)
- 27 luglio - Bruno Blotto Baldo, politico e imprenditore italiano
- 27 luglio - Antonio Maria Colini, archeologo italiano (n. 1900)
- 27 luglio - Paola Masino, scrittrice, traduttrice e librettista italiana (n. 1908)
- 27 luglio - Luigi Punzolo, arcivescovo cattolico italiano (n. 1905)
- 27 luglio - Pietro Sartoris, fumettista italiano (n. 1926)
- 28 luglio - Demétrio Domingos Carrilho, calciatore portoghese (n. 1922)
- 28 luglio - Jeff Richards, giocatore di baseball e attore statunitense (n. 1924)
- 29 luglio - Nancy Andrews, attrice statunitense (n. 1920)
- 29 luglio - Osvaldo Brandão, allenatore di calcio brasiliano (n. 1916)
- 29 luglio - Antonio Mosca, poliziotto italiano (n. 1948)
- 30 luglio - Saulle Franzini, calciatore italiano (n. 1902)
- 30 luglio - Amadeo Labarta, calciatore spagnolo (n. 1905)
- 30 luglio - Octave Mannoni, etnologo, psicoanalista e insegnante francese (n. 1899)
- 31 luglio - Leon Ferguson, pallanuotista australiano (n. 1923)
- 31 luglio - Piero Guelfi, baritono italiano (n. 1914)
- 31 luglio - Zhou Yang, scrittore cinese (n. 1908)

## Agosto(124)
- 1º agosto - René Debrie, linguista e lessicografo francese (n. 1920)
- 1º agosto - John Hirsch, regista teatrale ungherese (n. 1930)
- 1º agosto - János Kovács, calciatore ungherese (n. 1912)
- 1º agosto - Catullo Maffioli, imprenditore e politico italiano (n. 1898)
- 1º agosto - John Ogdon, pianista inglese (n. 1937)
- 1º agosto - Sergio Rizzi, cestista italiano (n. 1956)
- 2 agosto - Luiz Gonzaga, cantante, fisarmonicista e compositore brasiliano (n. 1912)
- 3 agosto - Dominic Behan, paroliere, scrittore e cantautore irlandese (n. 1928)
- 3 agosto - Alfredo Bodoira, calciatore e allenatore di calcio italiano (n. 1911)
- 3 agosto - Antonia Brico, direttrice d'orchestra e pianista statunitense (n. 1902)
- 3 agosto - Roberto Cenci, pittore italiano (n. 1915)
- 3 agosto - Paolo Garretto, pittore, disegnatore e grafico italiano (n. 1903)
- 3 agosto - Egon Orován, fisico ungherese (n. 1902)
- 3 agosto - Johannes Schöne, calciatore tedesco orientale (n. 1920)
- 4 agosto - Giovanni Allegra, ispanista italiano (n. 1935)
- 4 agosto - Paolo Baffi, economista e banchiere italiano (n. 1911)
- 4 agosto - Maurice Colbourne, attore britannico (n. 1939)
- 4 agosto - Paul Murry, fumettista statunitense (n. 1911)
- 4 agosto - Felice Musazzi, attore teatrale, commediografo e regista teatrale italiano (n. 1921)
- 4 agosto - William Wallace Smith, predicatore e religioso statunitense (n. 1900)
- 5 agosto - Antonino Agostino, poliziotto italiano (n. 1961)
- 5 agosto - Toni Breder, lunghista e dirigente sportivo tedesco (n. 1925)
- 5 agosto - John Larsen, tiratore a segno norvegese (n. 1913)
- 6 agosto - Hubert Beuve-Méry, giornalista francese (n. 1902)
- 6 agosto - Giuseppe Giliberto, politico italiano (n. 1927)
- 7 agosto - Adamo Grilli, radiologo italiano (n. 1907)
- 7 agosto - Mickey Leland, politico e attivista statunitense (n. 1944)
- 7 agosto - Federico Mompellio, musicologo, critico musicale e compositore italiano (n. 1908)
- 7 agosto - Antonio Pignedoli, matematico, fisico e politico italiano (n. 1918)
- 7 agosto - Robert Stevens, regista statunitense (n. 1920)
- 8 agosto - Enrico Lorenzetti, pilota motociclistico italiano (n. 1911)
- 8 agosto - Brian Naylor, pilota automobilistico britannico (n. 1923)
- 8 agosto - Elsa Vazzoler, attrice italiana (n. 1920)
- 8 agosto - László Willinger, fotografo ungherese (n. 1909)
- 9 agosto - Richard Alexander, attore statunitense (n. 1902)
- 9 agosto - Corrado Bonfantini, politico e partigiano italiano (n. 1909)
- 9 agosto - Antonino Pietro Gullotti, politico italiano (n. 1922)
- 9 agosto - Albert Perikel, ciclista su strada belga (n. 1913)
- 10 agosto - Pierre Matisse, mercante d'arte, gallerista e collezionista d'arte francese (n. 1900)
- 10 agosto - Franz Spögler, militare tedesco (n. 1915)
- 10 agosto - Edward Woods, attore statunitense (n. 1903)
- 11 agosto - Ole Bardahl, imprenditore norvegese (n. 1902)
- 11 agosto - Pierpaolo Luzzatto Fegiz, statistico italiano (n. 1900)
- 11 agosto - John Meillon, attore australiano (n. 1934)
- 12 agosto - Aimo Koivunen, militare finlandese (n. 1917)
- 12 agosto - Alfredo Muzi, partigiano e carabiniere italiano (n. 1902)
- 12 agosto - Samuel Okwaraji, calciatore nigeriano (n. 1964)
- 12 agosto - William Bradford Shockley, fisico statunitense (n. 1910)
- 12 agosto - Olga Villi, attrice italiana (n. 1922)
- 13 agosto - Francesco Boneschi, pubblicista, scrittore e poeta italiano (n. 1923)
- 13 agosto - Otello Nannuzzi, politico italiano (n. 1912)
- 13 agosto - Tim Richmond, pilota automobilistico statunitense (n. 1955)
- 14 agosto - Robert Bernard Anderson, politico statunitense (n. 1910)
- 14 agosto - Ricky Berry, cestista statunitense (n. 1964)
- 14 agosto - Donald Rafael Garrett, polistrumentista statunitense (n. 1932)
- 14 agosto - Lucien Bernard Lacoste, vescovo cattolico e missionario francese (n. 1905)
- 14 agosto - Roldano Lupi, attore e doppiatore italiano (n. 1909)
- 14 agosto - Sergio Nasca, regista e sceneggiatore italiano (n. 1937)
- 15 agosto - Minoru Genda, aviatore e generale giapponese (n. 1904)
- 15 agosto - Anton Richter, sollevatore austriaco (n. 1911)
- 15 agosto - Annibale Silvani, calciatore italiano (n. 1904)
- 16 agosto - Amanda Blake, attrice statunitense (n. 1929)
- 16 agosto - Daniele Paris, musicista italiano (n. 1921)
- 17 agosto - Franco Bemporad, pittore e sceneggiatore italiano (n. 1926)
- 17 agosto - Agostino Ferrin, basso italiano (n. 1928)
- 17 agosto - Uberto Limentani, critico letterario, antifascista e italianista italiano (n. 1913)
- 17 agosto - Lawrence Stevens, pugile sudafricano (n. 1913)
- 18 agosto - Friederich Franzl, calciatore austriaco (n. 1905)
- 18 agosto - Luis Carlos Galán, giornalista, politico e economista colombiano (n. 1943)
- 18 agosto - Imre Németh, martellista ungherese (n. 1917)
- 18 agosto - Bert Oosterbosch, ciclista su strada e pistard olandese (n. 1957)
- 18 agosto - Mario Ricci, partigiano e politico italiano (n. 1908)
- 18 agosto - Chrissie White, attrice britannica (n. 1895)
- 19 agosto - Carlos Nay Foino, arbitro di calcio argentino (n. 1918)
- 19 agosto - Laura Veccia Vaglieri, orientalista e arabista italiana (n. 1893)
- 19 agosto - Ernst van den Berg, hockeista su prato olandese (n. 1915)
- 20 agosto - George Adamson, naturalista inglese (n. 1906)
- 20 agosto - Joseph LaShelle, direttore della fotografia statunitense (n. 1900)
- 20 agosto - Romano Zaniol, pittore e scultore italiano (n. 1917)
- 21 agosto - William Danielsen, allenatore di calcio, dirigente sportivo e calciatore norvegese (n. 1915)
- 21 agosto - Enotrio Pugliese, pittore italiano (n. 1920)
- 21 agosto - Raul Seixas, cantante, compositore e musicista brasiliano (n. 1945)
- 22 agosto - Norah Aiton, architetta britannica (n. 1904)
- 22 agosto - George Bernard Flahiff, cardinale e arcivescovo cattolico canadese (n. 1905)
- 22 agosto - Robert Grondelaers, ciclista su strada belga (n. 1933)
- 22 agosto - Lillebil Ibsen, attrice norvegese (n. 1899)
- 22 agosto - Aleksandr Sergeevič Jakovlev, generale e politico sovietico (n. 1906)
- 22 agosto - Huey Newton, attivista statunitense (n. 1942)
- 22 agosto - Diana Vreeland, giornalista statunitense (n. 1903)
- 23 agosto - Erik Almgren, calciatore e allenatore di calcio svedese (n. 1908)
- 23 agosto - Ronald Laing, psichiatra scozzese (n. 1927)
- 24 agosto - Jacques Godechot, storico francese (n. 1907)
- 24 agosto - Jimmy Littlejohn, allenatore di calcio e calciatore scozzese (n. 1910)
- 24 agosto - Giovanni Panetta, calciatore italiano (n. 1908)
- 24 agosto - Gregory Rozakis, attore statunitense (n. 1943)
- 25 agosto - Arrigo Arrighetti, architetto e urbanista italiano (n. 1922)
- 25 agosto - Jacques Castelot, attore francese (n. 1914)
- 25 agosto - Beniamino Dal Fabbro, poeta, scrittore e critico musicale italiano (n. 1910)
- 25 agosto - Frank Henry, cavaliere statunitense (n. 1909)
- 25 agosto - Jerry Essan Masslo, sudafricano (n. 1959)
- 25 agosto - Jean-Louis Verdier, matematico francese (n. 1935)
- 26 agosto - Pietro Cuscani Politi, geologo e paleontologo italiano (n. 1908)
- 26 agosto - Raffaello Gambino, pallanuotista italiano (n. 1928)
- 26 agosto - Silvano Goretti, calciatore belga (n. 1962)
- 26 agosto - Irving Stone, scrittore statunitense (n. 1903)
- 27 agosto - Pietro Giorgianni, giornalista italiano (n. 1935)
- 27 agosto - Lodovico Ligato, politico italiano (n. 1939)
- 27 agosto - Luís Luz, calciatore brasiliano (n. 1909)
- 27 agosto - Gloria Milland, attrice italiana (n. 1940)
- 27 agosto - Bill Shirley, attore statunitense (n. 1921)
- 28 agosto - Joseph Alsop, giornalista statunitense (n. 1910)
- 28 agosto - Håkon Askerød, calciatore norvegese (n. 1910)
- 29 agosto - Lamberto Cattabriga, matematico italiano (n. 1930)
- 29 agosto - Toni Fabris, scultore, regista e artista italiano (n. 1915)
- 29 agosto - Pua Kealoha, nuotatore statunitense (n. 1902)
- 29 agosto - Lorenzo Natali, politico italiano (n. 1922)
- 29 agosto - Giorgio di Sant'Angelo, stilista argentino (n. 1933)
- 29 agosto - Peter Scott, ornitologo, ambientalista e pittore britannico (n. 1909)
- 30 agosto - Joe De Santis, attore statunitense (n. 1909)
- 30 agosto - Arsène Heitz, pittore francese (n. 1908)
- 30 agosto - Geneviève Morel, attrice francese (n. 1916)
- 30 agosto - Franco d'Urso, pittore italiano (n. 1900)
- 31 agosto - Michele Cascella, pittore italiano (n. 1892)
- 31 agosto - Claire Luce, attrice e ballerina statunitense (n. 1903)

## Settembre(90)
- 1º settembre - Ettore Agazzani, calciatore italiano (n. 1902)
- 1º settembre - Albert Outler, presbitero, teologo e filosofo statunitense (n. 1908)
- 1º settembre - Kazimierz Deyna, calciatore polacco (n. 1947)
- 1º settembre - Henri Disy, pallanuotista belga (n. 1913)
- 1º settembre - Carmelo Elorduy, gesuita, traduttore e sinologo spagnolo (n. 1901)
- 1º settembre - Cyril Gill, velocista britannico (n. 1902)
- 1º settembre - Dionigi Panedda, storico e presbitero italiano (n. 1916)
- 1º settembre - Mario Venzo, gesuita e pittore italiano (n. 1900)
- 2 settembre - Marcel Darrieux, violinista francese (n. 1891)
- 2 settembre - Johannes Heinrich Emminghaus, teologo tedesco (n. 1916)
- 2 settembre - Eugenio Musolino, politico italiano (n. 1893)
- 2 settembre - Robert Watts, artista statunitense (n. 1923)
- 3 settembre - Sten Mellgren, calciatore svedese (n. 1900)
- 3 settembre - Gaetano Scirea, calciatore italiano (n. 1953)
- 4 settembre - Colin Clark, economista inglese (n. 1905)
- 4 settembre - Gigliola Lo Cascio Galante, politica e psicologa italiana (n. 1942)
- 4 settembre - Giuseppe Mazzariol, bibliotecario e storico dell'arte italiano (n. 1922)
- 4 settembre - Georges Simenon, scrittore belga (n. 1903)
- 4 settembre - Ronald Syme, storico neozelandese (n. 1903)
- 5 settembre - Umberto Folli, pittore italiano (n. 1919)
- 6 settembre - Gina Manès, attrice francese (n. 1893)
- 6 settembre - Uberto Mori, ingegnere italiano (n. 1926)
- 6 settembre - Héctor Ricardo, calciatore argentino (n. 1925)
- 6 settembre - Jimmy Ruffell, calciatore inglese (n. 1900)
- 7 settembre - Valerij Hoborov, cestista sovietico (n. 1965)
- 8 settembre - Karel Finek, allenatore di calcio e calciatore cecoslovacco (n. 1920)
- 8 settembre - Enrico Pruner, politico italiano (n. 1922)
- 8 settembre - Aleardo Simoni, ciclista su strada italiano (n. 1902)
- 9 settembre - Elefter Andronikašvili, fisico sovietico (n. 1910)
- 9 settembre - Heinrich Angst, bobbista svizzero (n. 1915)
- 9 settembre - Aleksej Fëdorov, partigiano sovietico (n. 1901)
- 10 settembre - Giuseppe Stella, vescovo cattolico italiano (n. 1898)
- 11 settembre - Ciccio Busacca, cantastorie e chitarrista italiano (n. 1925)
- 11 settembre - Adolf Kleemann, pittore tedesco (n. 1904)
- 11 settembre - Terenzio Magliano, scrittore e politico italiano (n. 1912)
- 11 settembre - Giovambattista Perrotta, politico italiano (n. 1922)
- 12 settembre - Anton Lubowski, politico namibiano (n. 1952)
- 12 settembre - Sterjo Spasse, scrittore, insegnante e pedagogista albanese (n. 1914)
- 13 settembre - Gilles Andriamahazo, politico e generale malgascio (n. 1919)
- 13 settembre - Zoltán Dudás, calciatore ungherese (n. 1933)
- 13 settembre - Cmiljka Kalušević, cestista e giavellottista jugoslava (n. 1933)
- 13 settembre - Bronisław Leśniak, calciatore polacco (n. 1939)
- 13 settembre - Giuseppe Ugo Papi, economista italiano (n. 1893)
- 14 settembre - Tim Brown, pattinatore artistico su ghiaccio statunitense (n. 1938)
- 14 settembre - Castor Elzo, calciatore spagnolo (n. 1917)
- 14 settembre - Eugenio Manni, storico italiano (n. 1910)
- 14 settembre - Pérez Prado, musicista, compositore e direttore d'orchestra cubano (n. 1916)
- 15 settembre - Robert Penn Warren, scrittore e poeta statunitense (n. 1905)
- 15 settembre - Denis Richet, storico francese (n. 1927)
- 16 settembre - Gianni Forlini, politico italiano (n. 1935)
- 16 settembre - Steven Stayner, statunitense (n. 1965)
- 17 settembre - Lionel Malamed, cestista statunitense (n. 1924)
- 17 settembre - Serge Stauffer, fotografo e artista svizzero (n. 1929)
- 19 settembre - Vera Barclay, scrittrice e educatrice inglese (n. 1893)
- 19 settembre - Naum Borisovič Birman, regista sovietico (n. 1924)
- 19 settembre - Ferry Koczur, calciatore francese (n. 1930)
- 19 settembre - Alma Lavenson, fotografa statunitense (n. 1897)
- 19 settembre - Willie Steele, lunghista statunitense (n. 1923)
- 20 settembre - John Carrell, danzatore su ghiaccio statunitense (n. 1947)
- 20 settembre - Chen Boda, politico e rivoluzionario cinese (n. 1904)
- 20 settembre - Richie Ginther, pilota di Formula 1 statunitense (n. 1930)
- 20 settembre - Klavdija Plotnikova, sovietica
- 21 settembre - Corrado Gaipa, attore e doppiatore italiano (n. 1925)
- 22 settembre - Irving Berlin, compositore statunitense (n. 1888)
- 22 settembre - Aldo Buzzelli, politico, partigiano e magistrato italiano (n. 1914)
- 22 settembre - Bob Calihan, cestista e allenatore di pallacanestro statunitense (n. 1918)
- 22 settembre - Giovanni Migliuolo, diplomatico italiano (n. 1927)
- 22 settembre - Enrique Pinilla, compositore, direttore d'orchestra e critico musicale peruviano (n. 1927)
- 22 settembre - Vera Vergani, attrice italiana (n. 1895)
- 23 settembre - Georges Chabanel, calciatore svizzero (n. 1908)
- 25 settembre - Jack Smith, regista, fotografo e artista statunitense (n. 1932)
- 25 settembre - Antonio Taramelli, politico italiano (n. 1928)
- 26 settembre - Jimmy Delaney, calciatore scozzese (n. 1914)
- 26 settembre - Kaj Franck, designer finlandese (n. 1911)
- 26 settembre - Hemant Kumar, compositore indiano (n. 1920)
- 27 settembre - Giovanni Pellegrini, calciatore francese (n. 1940)
- 28 settembre - José Arribas, allenatore di calcio e calciatore spagnolo (n. 1921)
- 28 settembre - Salvatore Fausto Flaccovio, editore italiano (n. 1915)
- 28 settembre - Ferdinand Marcos, politico, avvocato e militare filippino (n. 1917)
- 29 settembre - Dorothy Andrus, tennista statunitense (n. 1908)
- 29 settembre - Ernesto Colli, presbitero e storico italiano (n. 1899)
- 29 settembre - János Farkas, calciatore ungherese (n. 1942)
- 29 settembre - Gianni Santuccio, attore e regista teatrale italiano (n. 1911)
- 29 settembre - Jean-Louis Tixier-Vignancour, avvocato e politico francese (n. 1907)
- 30 settembre - Giuseppe Casadei, politico italiano (n. 1903)
- 30 settembre - Oskar Davičo, scrittore jugoslavo (n. 1909)
- 30 settembre - Derelys Perdue, attrice e ballerina statunitense (n. 1902)
- 30 settembre - Ludwig Schuberth, pallamanista austriaco (n. 1911)
- 30 settembre - Virgil Thomson, compositore e critico musicale statunitense (n. 1896)
- 30 settembre - Huỳnh Tấn Phát, politico e rivoluzionario vietnamita (n. 1913)

## Ottobre(115)
- 1º ottobre - Carlo Dapporto, attore italiano (n. 1911)
- 1º ottobre - Edmond Loichot, calciatore svizzero (n. 1905)
- 1º ottobre - Frank Sachse, cestista statunitense (n. 1917)
- 2 ottobre - Paola Barbara, attrice italiana (n. 1912)
- 2 ottobre - Vittorio Caprioli, attore, regista e sceneggiatore italiano (n. 1921)
- 2 ottobre - Adolfo Chiti, allenatore di calcio e calciatore italiano (n. 1905)
- 2 ottobre - Albert Friscia, disegnatore, pittore e scultore statunitense (n. 1911)
- 2 ottobre - Giovanbattista Tedesco, carabiniere italiano (n. 1949)
- 3 ottobre - James Bickford, bobbista statunitense (n. 1912)
- 3 ottobre - Andrée Lafayette, attrice francese (n. 1903)
- 3 ottobre - Marco Lusini, artista italiano (n. 1936)
- 4 ottobre - Graham Chapman, comico, attore e scrittore britannico (n. 1941)
- 4 ottobre - Gessy, calciatore brasiliano (n. 1935)
- 4 ottobre - Noël-Noël, attore francese (n. 1897)
- 5 ottobre - Ernesto Formenti, pugile italiano (n. 1927)
- 6 ottobre - Bette Davis, attrice statunitense (n. 1908)
- 6 ottobre - Jacques Doniol-Valcroze, attore, regista e sceneggiatore francese (n. 1920)
- 6 ottobre - František Faltus, ingegnere ceco (n. 1901)
- 6 ottobre - Paul Henry, calciatore belga (n. 1912)
- 6 ottobre - Lorenz Huber, calciatore tedesco (n. 1906)
- 6 ottobre - Robert Poulet, giornalista, critico letterario e scrittore belga (n. 1893)
- 7 ottobre - Ėduard Nikandrovič Bočarov, regista sovietico (n. 1931)
- 7 ottobre - Heinrich Kuen, linguista austriaco (n. 1899)
- 7 ottobre - Aleksanteri Saarvala, ginnasta finlandese (n. 1913)
- 7 ottobre - Luigi Tartari, politico italiano (n. 1924)
- 8 ottobre - Óscar Moglia, cestista uruguaiano (n. 1935)
- 9 ottobre - Ernst Andersson, allenatore di calcio e calciatore svedese (n. 1909)
- 9 ottobre - Piero Bartezzaghi, enigmista italiano (n. 1933)
- 9 ottobre - Sven Israelsson, combinatista nordico svedese (n. 1920)
- 9 ottobre - Nikolaj Ivanovič Lebedev, regista cinematografico sovietico (n. 1897)
- 9 ottobre - Silvio Parodi Ramos, calciatore e allenatore di calcio paraguaiano (n. 1931)
- 9 ottobre - Carlos Piernavieja, cestista, pallamanista e nuotatore spagnolo (n. 1918)
- 10 ottobre - Giovanni Cassandro, giurista e politico italiano (n. 1913)
- 10 ottobre - Alberto Viani, scultore italiano (n. 1906)
- 11 ottobre - Marion King Hubbert, geofisico statunitense (n. 1903)
- 11 ottobre - Carlo Marangon, musicista, compositore e cantautore italiano (n. 1945)
- 11 ottobre - Lorenzo Quaglietti, critico cinematografico e saggista italiano (n. 1922)
- 11 ottobre - Paul Shenar, attore, regista teatrale e insegnante statunitense (n. 1936)
- 12 ottobre - Rolando Bacigalupo, cestista peruviano (n. 1914)
- 12 ottobre - Carmen Cavallaro, pianista statunitense (n. 1913)
- 12 ottobre - François Luambo Makiadi, chitarrista, cantante e compositore della Repubblica Democratica del Congo (n. 1938)
- 13 ottobre - Fred Agabashian, pilota automobilistico statunitense (n. 1913)
- 13 ottobre - Václav Brabec, calciatore cecoslovacco (n. 1906)
- 13 ottobre - Federico Coullaut-Valera, scultore spagnolo (n. 1912)
- 13 ottobre - Lorenzo Menichino, politico italiano (n. 1923)
- 13 ottobre - Giuseppe Palmieri, cestista, allenatore di pallacanestro e altista italiano (n. 1902)
- 13 ottobre - Günther Ungeheuer, attore e doppiatore tedesco (n. 1925)
- 13 ottobre - Herb Wildman, pallanuotista statunitense (n. 1912)
- 13 ottobre - Cesare Zavattini, sceneggiatore, giornalista e commediografo italiano (n. 1902)
- 14 ottobre - Martin Broszat, storico tedesco (n. 1926)
- 14 ottobre - Michael Carmine, attore statunitense (n. 1959)
- 14 ottobre - Lucy Doraine, attrice e produttrice cinematografica ungherese (n. 1898)
- 14 ottobre - Klavdija Majučaja, giavellottista sovietica (n. 1918)
- 14 ottobre - Carlo Mussa Ivaldi Vercelli, fisico, politico e partigiano italiano (n. 1913)
- 14 ottobre - René Petit, calciatore e ingegnere francese (n. 1899)
- 14 ottobre - Jay Ward, fumettista e autore televisivo statunitense (n. 1920)
- 15 ottobre - James Lee Barrett, sceneggiatore e paroliere statunitense (n. 1929)
- 15 ottobre - Giuseppe Gandini, calciatore italiano (n. 1900)
- 15 ottobre - Danilo Kiš, scrittore jugoslavo (n. 1935)
- 15 ottobre - Anatolij Lutikov, scacchista sovietico (n. 1933)
- 15 ottobre - Scott O'Dell, scrittore statunitense (n. 1898)
- 15 ottobre - Leonio Tirelli, calciatore italiano (n. 1904)
- 15 ottobre - Michał Rola-Żymierski, generale e politico polacco (n. 1890)
- 15 ottobre - Eugenia di Grecia, principessa greca (n. 1910)
- 16 ottobre - Andy Black, calciatore scozzese (n. 1917)
- 16 ottobre - Giovanni Dall'Orto, politico italiano (n. 1900)
- 16 ottobre - Cornel Wilde, attore e regista ungherese (n. 1912)
- 16 ottobre - Loris Zanchi, attore italiano (n. 1916)
- 17 ottobre - Eugenio Battisti, critico d'arte, storico dell'arte e storico dell'architettura italiano (n. 1924)
- 17 ottobre - Walther Jørgensen, compositore di scacchi danese (n. 1916)
- 17 ottobre - Mark Krejn, matematico sovietico (n. 1907)
- 17 ottobre - Pasquale Testini, archeologo italiano (n. 1924)
- 18 ottobre - Mirko Bonačić, calciatore jugoslavo (n. 1903)
- 18 ottobre - Lešek Boubela, pallanuotista cecoslovacco (n. 1910)
- 18 ottobre - Georgi Gulia, scrittore abcaso (n. 1913)
- 18 ottobre - Adelaide Lawrence, attrice statunitense (n. 1905)
- 18 ottobre - Stan Miasek, cestista statunitense (n. 1923)
- 18 ottobre - Renato Valente, attore italiano (n. 1924)
- 18 ottobre - Giorgina di Wilczek, principessa austriaca (n. 1921)
- 19 ottobre - Alfred Zulkowski, calciatore tedesco orientale (n. 1940)
- 20 ottobre - Angelo Platania, fumettista italiano (n. 1919)
- 20 ottobre - Anthony Quayle, attore britannico (n. 1913)
- 21 ottobre - Werner Baßler, calciatore tedesco (n. 1921)
- 21 ottobre - Vittorio Cascetta, politico italiano (n. 1928)
- 21 ottobre - Jean Image, regista e animatore ungherese (n. 1910)
- 21 ottobre - Cencio Mantovani, ciclista su strada e pistard italiano (n. 1941)
- 21 ottobre - Luigi Valsecchi, allenatore di calcio e calciatore italiano (n. 1921)
- 22 ottobre - Ewan MacColl, cantautore, attivista e drammaturgo britannico (n. 1915)
- 22 ottobre - Mark Mimran, cestista israeliano (n. 1930)
- 22 ottobre - Roland Winters, attore statunitense (n. 1904)
- 23 ottobre - Paride Pedretti, calciatore italiano (n. 1905)
- 24 ottobre - Jerzy Kukuczka, alpinista polacco (n. 1948)
- 25 ottobre - Enrico Forcella Pelliccioni, tiratore a segno venezuelano (n. 1907)
- 25 ottobre - Mary McCarthy, scrittrice statunitense (n. 1912)
- 25 ottobre - Gerard Walschap, scrittore belga (n. 1898)
- 26 ottobre - Charles J. Pedersen, chimico statunitense (n. 1904)
- 26 ottobre - Anders Rydberg, calciatore svedese (n. 1903)
- 26 ottobre - Radoslav Sís, cestista e allenatore di pallacanestro cecoslovacco (n. 1928)
- 27 ottobre - Laurent Di Lorto, calciatore francese (n. 1909)
- 27 ottobre - Benjamin Murmelstein, rabbino austriaco (n. 1905)
- 28 ottobre - Kateb Yacine, scrittore, drammaturgo e poeta algerino (n. 1929)
- 28 ottobre - Marco Paggi, anglista, traduttore e critico letterario italiano (n. 1944)
- 29 ottobre - Roland Anderson, scenografo statunitense (n. 1903)
- 29 ottobre - Gerhard Bremer, militare tedesco (n. 1917)
- 29 ottobre - Bruno Cortini, regista e sceneggiatore italiano (n. 1943)
- 29 ottobre - Giuseppe Montalbano, politico e giurista italiano (n. 1895)
- 29 ottobre - Julija Ippolitovna Solnceva, regista e attrice sovietica (n. 1901)
- 30 ottobre - Walter Guandalini, calciatore italiano (n. 1906)
- 30 ottobre - Doug Legg, cestista britannico (n. 1914)
- 30 ottobre - Aristid Lindenmayer, biologo ungherese (n. 1925)
- 30 ottobre - Raymond Offner, cestista francese (n. 1927)
- 30 ottobre - Pedro Vargas, tenore e attore messicano (n. 1906)
- 31 ottobre - Raymond Durand, calciatore francese (n. 1908)
- 31 ottobre - Francesc Miró-Sans, imprenditore e dirigente sportivo spagnolo (n. 1918)
- 31 ottobre - Beppe Niccolai, politico italiano (n. 1920)

## Novembre(105)
- 1º novembre - Mario Delle Piane, giurista e storico italiano (n. 1914)
- 1º novembre - Mihaela Runceanu, cantante e insegnante rumena (n. 1955)
- 2 novembre - Virgilio Gilardoni, docente e storico svizzero (n. 1916)
- 2 novembre - Frederick Gordon-Lennox, IX duca di Richmond, nobile, politico e pilota automobilistico britannico (n. 1904)
- 2 novembre - Elizabeth Hawley Gasque, politica statunitense (n. 1886)
- 2 novembre - Potito Randi, imprenditore, chimico e politico italiano (n. 1909)
- 3 novembre - Ed Kasid, cestista statunitense (n. 1923)
- 3 novembre - Zelma O'Neal, cantante, attrice e ballerina statunitense (n. 1903)
- 3 novembre - Valentino Pasqualin, politico italiano (n. 1930)
- 4 novembre - Clare Leighton, artista statunitense (n. 1898)
- 4 novembre - Gordon Lett, ufficiale britannico (n. 1910)
- 5 novembre - Vladimir Horowitz, pianista e compositore russo (n. 1903)
- 5 novembre - Roberto Mazzucco, drammaturgo italiano (n. 1927)
- 5 novembre - Benigno Zaccagnini, politico italiano (n. 1912)
- 6 novembre - Margarete Buber-Neumann, scrittrice e giornalista tedesca (n. 1901)
- 6 novembre - George Fett, fumettista statunitense (n. 1920)
- 6 novembre - Primo Gasbarri, vescovo cattolico italiano (n. 1911)
- 6 novembre - Yūsaku Matsuda, attore giapponese (n. 1949)
- 6 novembre - Bjarne Rosén, calciatore norvegese (n. 1909)
- 7 novembre - David John Astley, calciatore e allenatore di calcio gallese (n. 1909)
- 7 novembre - Brunello Rondi, sceneggiatore, regista e drammaturgo italiano (n. 1924)
- 8 novembre - Gino Soldà, alpinista, partigiano e imprenditore italiano (n. 1907)
- 8 novembre - Leen Vente, calciatore olandese (n. 1911)
- 9 novembre - Alfonz Bednár, traduttore e sceneggiatore slovacco (n. 1914)
- 9 novembre - Juan Bernier Luque, scrittore spagnolo (n. 1911)
- 9 novembre - Teodoro Celli, giornalista, scrittore e critico musicale italiano (n. 1917)
- 9 novembre - Cesare Pagnini, politico, giornalista e storico italiano (n. 1899)
- 9 novembre - Nenad Petrović, compositore di scacchi croato (n. 1907)
- 10 novembre - Peter Berglar, storico tedesco (n. 1919)
- 10 novembre - Vladimir Ivanovič Gerasimov, regista cinematografico sovietico (n. 1907)
- 10 novembre - Cookie Mueller, attrice e scrittrice statunitense (n. 1949)
- 10 novembre - Rinaldo Pretti, calciatore italiano (n. 1907)
- 11 novembre - Salvatore Caroleo, compositore e direttore di banda italiano (n. 1916)
- 11 novembre - Francesca Devoto, pittrice italiana (n. 1912)
- 11 novembre - Kenny Hagood, cantante statunitense (n. 1926)
- 11 novembre - Natalio Pescia, calciatore argentino (n. 1922)
- 12 novembre - Édouard Candeveau, canottiere svizzero (n. 1898)
- 12 novembre - Vito Consoli, politico italiano (n. 1941)
- 12 novembre - Armando Gentilucci, compositore, musicologo e critico musicale italiano (n. 1939)
- 12 novembre - Dolores Ibárruri, politica, attivista e antifascista spagnola (n. 1895)
- 12 novembre - Victor Putmans, calciatore belga (n. 1914)
- 13 novembre - Stewart Chalmers, calciatore scozzese (n. 1907)
- 13 novembre - Victor Davis, nuotatore canadese (n. 1964)
- 13 novembre - Gennadij Judin, attore sovietico (n. 1923)
- 13 novembre - Francesco Giuseppe II del Liechtenstein, principe liechtensteinese (n. 1906)
- 14 novembre - Rémi Laurent, attore francese (n. 1957)
- 14 novembre - Jimmy Murphy, calciatore e allenatore di calcio gallese (n. 1910)
- 14 novembre - Enzo Trapani, regista, sceneggiatore e scenografo italiano (n. 1922)
- 15 novembre - Constance Binney, attrice statunitense (n. 1896)
- 15 novembre - Bartolomé Colombo, calciatore argentino (n. 1916)
- 15 novembre - Lipót Kállai, calciatore ungherese (n. 1912)
- 16 novembre - Ignacio Ellacuría, gesuita, filosofo e teologo spagnolo (n. 1930)
- 16 novembre - Kārlis Karsons, calciatore lettone (n. 1906)
- 16 novembre - Ignacio Martín-Baró, gesuita, psicologo e insegnante spagnolo (n. 1942)
- 16 novembre - Marie Uchytilová, scultrice ceca (n. 1924)
- 17 novembre - Michele Lacerenza, trombettista e compositore italiano (n. 1922)
- 18 novembre - Donato Bergamini, calciatore italiano (n. 1962)
- 18 novembre - Romano Bilenchi, scrittore e giornalista italiano (n. 1909)
- 18 novembre - Les Deaton, cestista e allenatore di pallacanestro statunitense (n. 1923)
- 18 novembre - Marco Gentile, pilota motociclistico svizzero (n. 1959)
- 18 novembre - Edvin Laine, regista e attore finlandese (n. 1905)
- 19 novembre - Vittorio Annona, paroliere italiano (n. 1927)
- 19 novembre - Nancy Drexel, attrice statunitense (n. 1910)
- 20 novembre - Lynn Bari, attrice statunitense (n. 1913)
- 20 novembre - Leonardo Sciascia, scrittore, giornalista e saggista italiano (n. 1921)
- 22 novembre - C.C. Beck, fumettista statunitense (n. 1910)
- 22 novembre - Robert Berri, attore francese (n. 1912)
- 22 novembre - Gerry Chiniquy, animatore statunitense (n. 1912)
- 22 novembre - René Moawad, politico libanese (n. 1925)
- 22 novembre - Šamil' Serikov, lottatore sovietico (n. 1956)
- 23 novembre - Jiří Baumruk, cestista e allenatore di pallacanestro cecoslovacco (n. 1930)
- 23 novembre - Armand Salacrou, drammaturgo francese (n. 1899)
- 24 novembre - Richard Korherr, economista e statistico tedesco (n. 1903)
- 24 novembre - Toni Zweifel, ingegnere svizzero (n. 1938)
- 24 novembre - ʿAbd Allāh al-ʿAzzām, attivista palestinese (n. 1941)
- 25 novembre - Antonio Bussi, politico italiano (n. 1903)
- 25 novembre - George Cakobau, politico figiano (n. 1912)
- 25 novembre - Claus Clausen, attore tedesco (n. 1899)
- 25 novembre - Birago Diop, poeta senegalese (n. 1906)
- 25 novembre - Giuseppe Pietro La Marca, militare e partigiano italiano (n. 1905)
- 26 novembre - Ahmed Abdallah, politico comoriano (n. 1919)
- 26 novembre - Carlo Alberto Sacchi, ingegnere italiano (n. 1937)
- 27 novembre - Mario Allorini, calciatore italiano (n. 1908)
- 27 novembre - Trude von Molo, attrice austriaca (n. 1906)
- 27 novembre - Carlos Arias Navarro, politico spagnolo (n. 1908)
- 27 novembre - Norma Nichols, attrice statunitense (n. 1894)
- 28 novembre - Arsenie Boca, religioso, teologo e artista rumeno (n. 1910)
- 28 novembre - Ernesto Civardi, cardinale e arcivescovo cattolico italiano (n. 1906)
- 28 novembre - Erwin Deyhle, calciatore tedesco (n. 1914)
- 28 novembre - Angelo Di Castro, architetto italiano (n. 1901)
- 28 novembre - Rate Furlan, attore, sceneggiatore e regista italiano (n. 1911)
- 28 novembre - Silvio Galizia, architetto svizzero (n. 1925)
- 29 novembre - Giuseppe Antonini, calciatore e allenatore di calcio italiano (n. 1914)
- 29 novembre - Mario Colli, attore, doppiatore e direttore del doppiaggio italiano (n. 1915)
- 29 novembre - Sisto Gillarduzzi, sciatore alpino e bobbista italiano (n. 1908)
- 29 novembre - Ion Popescu-Gopo, regista e animatore rumeno (n. 1923)
- 29 novembre - Frank Scannell, attore statunitense (n. 1903)
- 29 novembre - Annabella Schiavone, attrice italiana (n. 1943)
- 29 novembre - Ödön Zombori, lottatore ungherese (n. 1906)
- 30 novembre - Ahmadou Ahidjo, politico camerunese (n. 1924)
- 30 novembre - Hassan Fathy, architetto e urbanista egiziano (n. 1900)
- 30 novembre - Alfred Herrhausen, banchiere tedesco (n. 1930)
- 30 novembre - Gabriel Manek, missionario e arcivescovo cattolico indonesiano (n. 1913)
- 30 novembre - Paul Mathies, calciatore tedesco (n. 1911)
- 30 novembre - Pier Luigi Vestrini, canottiere e pittore italiano (n. 1905)

## Dicembre(118)
- 1º dicembre - Alvin Ailey, ballerino e coreografo statunitense (n. 1931)
- 1º dicembre - Otello Bignami, liutaio italiano (n. 1914)
- 1º dicembre - Nikolaj Semënovič Patoličev, politico sovietico (n. 1908)
- 3 dicembre - Sourou-Migan Apithy, politico beninese (n. 1913)
- 3 dicembre - Mario Astorri, calciatore e allenatore di calcio italiano (n. 1920)
- 3 dicembre - Fernando Martín, cestista spagnolo (n. 1962)
- 4 dicembre - Angelo Ruggiero, mafioso statunitense (n. 1940)
- 4 dicembre - May Swenson, poetessa, drammaturga e traduttrice statunitense (n. 1913)
- 5 dicembre - Edoardo Amaldi, fisico italiano (n. 1908)
- 5 dicembre - John Ball, calciatore inglese (n. 1900)
- 5 dicembre - Li Keran, pittore cinese (n. 1907)
- 5 dicembre - Ferruccio Martinelli, compositore e arrangiatore italiano (n. 1908)
- 5 dicembre - John Pritchard, direttore d'orchestra britannico (n. 1921)
- 6 dicembre - Frances Bavier, attrice statunitense (n. 1902)
- 6 dicembre - Sammy Fain, compositore statunitense (n. 1902)
- 6 dicembre - Martin Johansen, calciatore norvegese (n. 1893)
- 6 dicembre - John Payne, attore statunitense (n. 1912)
- 6 dicembre - Fausto Stefenelli, ambientalista e alpinista italiano (n. 1905)
- 7 dicembre - Haystacks Calhoun, wrestler statunitense (n. 1934)
- 7 dicembre - Phil Dokes, giocatore di football americano statunitense (n. 1955)
- 7 dicembre - Hans Hartung, pittore tedesco (n. 1904)
- 7 dicembre - Melchior Wezel, ginnasta svizzero (n. 1903)
- 8 dicembre - Max Grundig, imprenditore tedesco (n. 1908)
- 8 dicembre - Alessandro Taccani, compositore italiano (n. 1915)
- 9 dicembre - Basil Hayward, allenatore di calcio e calciatore inglese (n. 1928)
- 9 dicembre - Dino Pieraccioni, filologo classico, grecista e grammatico italiano (n. 1920)
- 9 dicembre - R.G. Springsteen, regista statunitense (n. 1904)
- 10 dicembre - Maria Teresa Albani, attrice italiana (n. 1921)
- 10 dicembre - Aldo Alessandrini, militare e aviatore italiano (n. 1907)
- 10 dicembre - Sam Barkas, calciatore inglese (n. 1909)
- 10 dicembre - Paul Collaer, musicologo, pianista e direttore d'orchestra belga (n. 1891)
- 10 dicembre - Robin Hughes, attore inglese (n. 1920)
- 11 dicembre - Louise Dahl-Wolfe, fotografa statunitense (n. 1895)
- 11 dicembre - Serafim Neves, calciatore e allenatore di calcio portoghese (n. 1920)
- 12 dicembre - Ramón Abella, pallanuotista uruguaiano (n. 1922)
- 12 dicembre - Charles Fosset, allenatore di calcio e calciatore francese (n. 1910)
- 12 dicembre - Gianni Sassaroli, calciatore italiano (n. 1946)
- 12 dicembre - Cesare Zancanaro, calciatore, hockeista su pista e scultore italiano (n. 1904)
- 13 dicembre - Herbert Binder, calciatore svizzero (n. 1909)
- 13 dicembre - Giovanni Del Vento, militare e aviatore italiano (n. 1920)
- 13 dicembre - Giovanni Klaus Koenig, architetto, designer e storico dell'architettura italiano (n. 1924)
- 14 dicembre - Lionello De Felice, regista e sceneggiatore italiano (n. 1916)
- 14 dicembre - Jock Mahoney, attore e stuntman statunitense (n. 1919)
- 14 dicembre - Andrej Dmitrievič Sacharov, fisico e attivista sovietico (n. 1921)
- 15 dicembre - Anders Andersson, hockeista su ghiaccio svedese (n. 1937)
- 15 dicembre - Emile de Antonio, regista, produttore cinematografico e attore statunitense (n. 1919)
- 15 dicembre - José Gonzalo Rodríguez Gacha, criminale colombiano (n. 1947)
- 15 dicembre - Charles Holland, pistard e ciclista su strada britannico (n. 1908)
- 15 dicembre - Arnold Moss, attore statunitense (n. 1910)
- 16 dicembre - Óscar Gálvez, pilota automobilistico argentino (n. 1913)
- 16 dicembre - Silvana Mangano, attrice italiana (n. 1930)
- 16 dicembre - Gianni Poggi, tenore italiano (n. 1921)
- 16 dicembre - Aileen Pringle, attrice statunitense (n. 1895)
- 16 dicembre - René Tavernier, poeta e filosofo francese (n. 1915)
- 16 dicembre - Lee Van Cleef, attore statunitense (n. 1925)
- 17 dicembre - Ivan Alimarin, chimico sovietico (n. 1903)
- 17 dicembre - Edward Boyd, scrittore e sceneggiatore scozzese (n. 1916)
- 17 dicembre - Riccardo Okely, calciatore italiano (n. 1906)
- 17 dicembre - Luciano Salce, regista, attore e sceneggiatore italiano (n. 1922)
- 17 dicembre - Albert Coady Wedemeyer, generale statunitense (n. 1897)
- 18 dicembre - Hans-Helmut Dickow, attore tedesco (n. 1927)
- 18 dicembre - Enar Josefsson, fondista svedese (n. 1916)
- 18 dicembre - Boyty Staudt, pallanuotista lussemburghese (n. 1907)
- 19 dicembre - Audrey Christie, attrice statunitense (n. 1912)
- 19 dicembre - Stella Gibbons, scrittrice, giornalista e poetessa britannica (n. 1902)
- 19 dicembre - Kirill Trofimovič Mazurov, politico sovietico (n. 1914)
- 19 dicembre - Julius Muthig, medico tedesco (n. 1908)
- 19 dicembre - Georges Rouquier, regista, attore e sceneggiatore francese (n. 1909)
- 20 dicembre - Kurt Böhme, basso tedesco (n. 1908)
- 20 dicembre - Giovanni Panza, pittore italiano (n. 1894)
- 20 dicembre - João Vicente da Nova, calciatore portoghese (n. 1907)
- 21 dicembre - Jaures Busoni, politico e giornalista italiano (n. 1901)
- 21 dicembre - Ján Cikker, compositore slovacco (n. 1911)
- 21 dicembre - Elvio Fachinelli, psichiatra, psicoanalista e pedagogista italiano (n. 1928)
- 22 dicembre - Samuel Beckett, drammaturgo, scrittore e poeta irlandese (n. 1906)
- 22 dicembre - Vasile Milea, generale e politico rumeno (n. 1927)
- 22 dicembre - Massimo Serato, attore italiano (n. 1917)
- 23 dicembre - Jeff Alexander, compositore e direttore d'orchestra statunitense (n. 1910)
- 23 dicembre - Milko Gajdarski, calciatore bulgaro (n. 1946)
- 23 dicembre - Richard Rado, matematico tedesco (n. 1906)
- 23 dicembre - Lennart Strandberg, velocista svedese (n. 1915)
- 24 dicembre - Daniele Moruzzi, calciatore italiano (n. 1900)
- 25 dicembre - Roberto Andreotti, storico italiano (n. 1908)
- 25 dicembre - Benny Binion, imprenditore statunitense (n. 1904)
- 25 dicembre - Elena Ceaușescu, politica rumena (n. 1916)
- 25 dicembre - Nicolae Ceaușescu, politico e militare rumeno (n. 1918)
- 25 dicembre - Betty Garde, attrice statunitense (n. 1905)
- 25 dicembre - Billy Martin, giocatore di baseball statunitense (n. 1928)
- 25 dicembre - Riccardo Morandi, ingegnere italiano (n. 1902)
- 25 dicembre - Robert Pirosh, sceneggiatore e regista statunitense (n. 1910)
- 25 dicembre - Walter Ris, nuotatore statunitense (n. 1924)
- 25 dicembre - Türkan Hanimsultan, principessa ottomana (n. 1919)
- 26 dicembre - Lennox Berkeley, compositore inglese (n. 1903)
- 26 dicembre - Doug Harvey, hockeista su ghiaccio canadese (n. 1924)
- 26 dicembre - Walter Rose, calciatore tedesco (n. 1912)
- 26 dicembre - Sergio Ruffolo, designer, pittore e scultore italiano (n. 1916)
- 27 dicembre - Kurt Baum, tenore tedesco (n. 1908)
- 27 dicembre - Giovanni Tubino, ginnasta italiano (n. 1900)
- 28 dicembre - Süreyya Ağaoğlu, scrittrice e giurista azera (n. 1903)
- 28 dicembre - Solomon Birnbaum, linguista austriaco (n. 1891)
- 28 dicembre - Karl Humenberger, calciatore e allenatore di calcio austriaco (n. 1906)
- 28 dicembre - Pavel Alekseevič Kuročkin, generale sovietico (n. 1900)
- 28 dicembre - Hermann Oberth, fisico tedesco (n. 1894)
- 28 dicembre - Arnaldo Pocher, imprenditore italiano (n. 1911)
- 29 dicembre - Emilio Alonso Larrazábal, calciatore spagnolo (n. 1912)
- 29 dicembre - Gino Baldassari, politico italiano (n. 1897)
- 29 dicembre - Pietro Capoferri, sindacalista, politico e dirigente sportivo italiano (n. 1892)
- 29 dicembre - Sayo Fukuko, attrice giapponese (n. 1909)
- 30 dicembre - Gerhard Altenbourg, pittore tedesco (n. 1926)
- 30 dicembre - Augusto Del Noce, politologo, filosofo e politico italiano (n. 1910)
- 30 dicembre - Erich Kauer, calciatore tedesco (n. 1908)
- 30 dicembre - Yasuji Miyazaki, nuotatore giapponese (n. 1916)
- 30 dicembre - Vasilij Pavlovič Šul'ga, generale sovietico (n. 1903)
- 31 dicembre - Ed Bogdanski, cestista statunitense (n. 1921)
- 31 dicembre - Lilly Daché, stilista francese (n. 1898)
- 31 dicembre - Michele Fanelli, maratoneta italiano (n. 1907)
- 31 dicembre - Mihály Lantos, allenatore di calcio e calciatore ungherese (n. 1928)
- 31 dicembre - Georges de Bourguignon, schermidore belga (n. 1910)

## Senza giorno specificato(52)
- Paolo Agosteo, allenatore di calcio e calciatore italiano (n. 1908)
- Gabriel Albertí, cestista, allenatore di pallacanestro e pittore spagnolo (n. 1913)
- Stell Andersen, pianista statunitense (n. 1897)
- John F. Archard, ingegnere inglese (n. 1918)
- Baccio Bandini, regista, montatore e produttore cinematografico italiano (n. 1913)
- Fred Alexander Barkley, botanico statunitense (n. 1908)
- Mick Baxter, calciatore inglese (n. 1956)
- Raffaello Bibbiani, architetto italiano (n. 1891)
- Brian Birch, allenatore di calcio e calciatore inglese (n. 1931)
- Antonio Boggeri, fotografo e pubblicitario italiano (n. 1900)
- Angelo Bottigelli, pittore, incisore e poeta italiano (n. 1897)
- Bertha Bracey, insegnante britannica (n. 1893)
- Gino Brogi, pittore italiano (n. 1902)
- Raymond Bru, schermidore belga (n. 1906)
- Henry Cass, regista britannico (n. 1902)
- Mario Colletto, politico italiano (n. 1912)
- Lia Corinaldi, insegnante, politica e sindacalista italiana (n. 1904)
- Michele Cristinzio, botanico italiano (n. 1904)
- Andrea Cucino, generale italiano (n. 1914)
- Francesco Della Sala, architetto italiano (n. 1912)
- W. Raymond Drake, saggista britannico (n. 1913)
- Ettore Falchi, pittore italiano (n. 1913)
- Harijs Fogelis, calciatore lettone (n. 1906)
- Ninon Fovieri, attrice statunitense (n. 1909)
- Giacomo Gabbiani, pittore e incisore italiano (n. 1900)
- Ljuben Genov, tennista bulgaro (n. 1945)
- Shemaryahu Gurary, rabbino, mistico e educatore russo (n. 1898)
- Lisel Haas, fotografa tedesca (n. 1898)
- Åke Holm, aracnologo e biologo svedese (n. 1909)
- János Hódy, cestista ungherese (n. 1933)
- Franco Lombardi, filosofo italiano (n. 1906)
- Héctor López Reboledo, allenatore di pallacanestro uruguaiano (n. 1907)
- Luigi Malafarina, giornalista e scrittore italiano (n. 1939)
- Leyla Mammadbeyova, aviatrice sovietica (n. 1909)
- Egilberto Martufi, maratoneta italiano (n. 1926)
- Nino Miglierina, giornalista, conduttore radiofonico e partigiano italiano (n. 1911)
- Luciano Motroni, chirurgo italiano (n. 1905)
- Eric Nord, attore e poeta statunitense (n. 1920)
- Nikolaj Vasil'evič Novikov, diplomatico e ambasciatore sovietico (n. 1903)
- Diego Pettinelli, pittore, decoratore e incisore italiano (n. 1897)
- Giorgio Pinna, pittore italiano (n. 1888)
- Luigi Riccardo Piovano, traduttore, inventore e militare italiano (n. 1891)
- Pedro Pireza, calciatore portoghese (n. 1911)
- Virgil Popescu, allenatore di calcio e calciatore rumeno (n. 1923)
- Dietrich Prinz, ingegnere tedesco (n. 1903)
- Antonio Privitera, pittore italiano (n. 1910)
- Khamlillal Shah, nuotatore e pallanuotista indiano (n. 1920)
- Alberto Sitta, illusionista italiano (n. 1919)
- John Slater, danzatore su ghiaccio britannico (n. 1928)
- Pierluigi Torre, ingegnere italiano (n. 1902)
- Miguel Trujillo, attivista statunitense (n. 1904)
- Vassil, calciatore brasiliano (n. 1931)